# Ștefan Ionescu-Valbudea
Ștefan Ionescu-Valbudea (Valbudea, pseudonim după comuna Valea Budei, n. 27 august 1856, București, Țara Românească – d. 21 mai 1918, București, România) a fost un sculptor și profesor român. A urmat cursurile Școlii de Belle Arte din București la clasa profesorului Karl Storck. A obținut o bursă de studii la Paris, unde a lucrat în atelierul lui Emmanuel Frémiet și apoi al lui Alexandre Falguière. În anul 1185-1886 a călătorit în Italia, la Roma și Florența, unde a luat contact cu opere marilor maeștri ai Renașterii.
Romantismul de care a dat dovadă în opera lui, nu ține de învățămintele acumulate în vreo școală pe care ar fi urmat-o, nici măcar de influența vreunui mare maestru, asta și pentru că în școală s-au ciocnit fel și fel de stiluri opuse și nu în ultimul rând pentru că, în școli maeștrii își disputau discipolii. Pentru manifestările puțin extravagante de care a dat dovadă în artă, Ion Frunzetti a opinat că singurul responsabil a fost temperamentul său frământat. Astfel încât, cheia fecundității sale reduse, prin comparație cu opera lăsată de Ion Georgescu, poate să-și tragă originea de aici. Operele lui Valbudea sunt inegale pentru că arta sa nu se împăca destul de bine cu reflecția, pentru că totul la el era un reflex al unei pasiuni dominante.
Principalele lucrări pe care le-a făcut sunt Mihai Nebunul, cu care a obținut o medalie onorabilă în 1885 la Salonul Oficial din Paris, Învingătorul cu care a luat Medalia a III-a la Expoziția internațională de la Paris din anul 1889, Speriatul, Femeie odihnindu-se, Copil dormind, bustul Veronicăi Micle și bustul lui Eugeniu Voinescu. Din cauză că majoritatea lucrărilor sale au fost modelate doar în gips, din cauză că nu a reușit să atragă fonduri financiare pentru turnarea lor în bronz sau executarea lor în marmură, lucrările reprezentative ale lui Valbudea - Mihai Nebunul, Speriatul și Femeie odihnindu-se, au fost turnate în bronz de abia în anii 1959 și 1961, după care au fost clasate ca obiecte de patrimoniu național în clasa Tezaur.
„... Cu conștiința valorifor estetice și umane complexe pe care le susținea, ca un bun slujitor al sculpturii, a impus o etică a artei și dacă Valbudea nu reprezintă cea mai înaltă culme a sculpturii noastre, el este totuși simbolul a ceea ce a însemnat la noi începutul sculpturil moderne. Opera lui reprezintă deschiderea către sculptura lui Paciurea și a urmașilor lui, ca și către prima fază din creația lui Brâncuși. Moștenitor al sufletului și al sensibilității românești, îndrăgostit și contopit cu lumea sensibilului și inefabilului, cu lumea distilată a formelor expresive, ne atrage atenția asupra bucuriei vieții în formele ei nesfârșite. Superioritatea artei lui stă în omagiul adus omului, individului reconsiderat în organismul său complex și înțelegerea drepturilor de a trăi neconstrâns, bucuriile, aspirațiile. Reevaluarea concepției sculptorului în contextul generației sale și în raport cu acumulările artistice ale momentuiui istoric respectiv, ar putea - într-o viitoare istorie a sculpturii românești, alcătuită după noi criterii de apreciere critică a contribuțiilor de gândire, viziune și a modalităților de exprimare plastică — să-l situeze pe Ștefan lonescu-Valbudea printre întermeietoiri sculpturii moderne. Însuflețit de această idee... încearcă să ofere o mai generoasă înțelegere a creației și locului pe care îl ocupă în începuturile artei românești cel pe care contemporanii lui îl declarau, la numai 33 de ani - primul mare nume cu care începe sculptura românească.”
----- Adriana Botez: Valbudea, Editura Meridiane, București, 1982, pag. 83

## Biografie

### Încadrarea în epocă
Dacă este de notorietate că pictura românească este tributară artiștilor străini, care s-au așezat în țările române începând din primele decenii ale secolului al XIX-lea, despre sculptură nu se poate afirma același lucru. Până la mijlocul secolului al XX-lea, puțini știau despre aportul pe care l-a avut Karl Storck, poleitor, orfevrier și făurar în aur și argint, șlefuitor și dăltuitor în lemn, cel care a devenit sculptor oficial și mare îndrumător al artei statuare românești. Această situație a fost una voluntar trecută sub tăcere, pentru motive pentru care dacă ar fi fost generalizată, ar fi putut duce de exemplu, la eliminarea din istoria culturii a romantismului, a cărei dezvoltare maximă a cunoscut-o Franța, dar el provenea în mare parte din sursele nordice. Ion Frunzetti a afirmat că un istoric profesionist își amintește fără satisfacție și fără resentimente de „cazul Karl Storck”, tocmai din cauza concepției care a stat la baza sculpturii românești, concepție care nu acorda acestei arte un rol care să difere de cel al meseriilor al căror produs era unul de tip utilitar. Sculptura în România era asimilată adesea cu meșteșugul fotografiei, dar cu trei dimensiuni, ea având doar un rol de lux pentru cei care-și permiteau un portret dintr-un material trainic. Prin această argumentare, Frunzetti a precizat că primii sculptori autohtoni nu puteau emite pretenții pentru tendințe artistice mai înalte.
Karl Storck și fiul său Carol Storck, au fost departe de a emite pretenții de a ajunge la nivelul marilor contemporani din Apusul Europei. Ei au fost niște meșteșugari corecți, mai ales Carol, care au urmat docil tendințele pe care le-au văzut în școlile occidentale. Așa s-a întâmplat ca acești sculptori să intre în conștiința publică, fără ca să urce mai mult cu o treaptă deasupra artizanatului. Foarte rar s-a întâmplat ca o statuie să se ridice peste valoarea unora similare de la Paris, sau din alte centre artistice. Simptomatică a fost situația în care Karl Storck a participat la Expoziția internaționala de la Paris din 1867 cu două busturi din sare. Probabilitatea ca un alt sculptor apusean să facă același lucru era apropiată de zero.

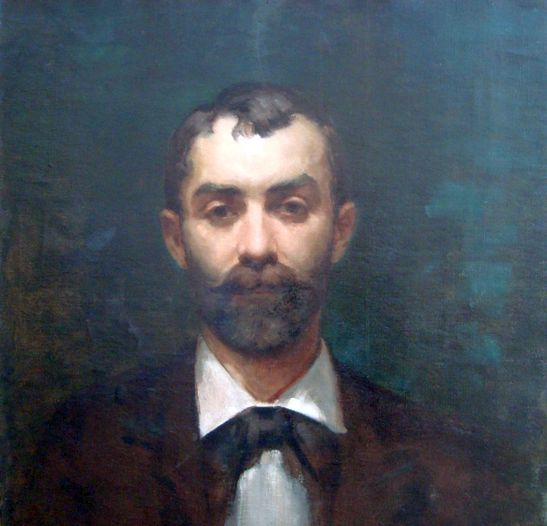
Portretul lui Valbudea de Alexandru Bănulescu

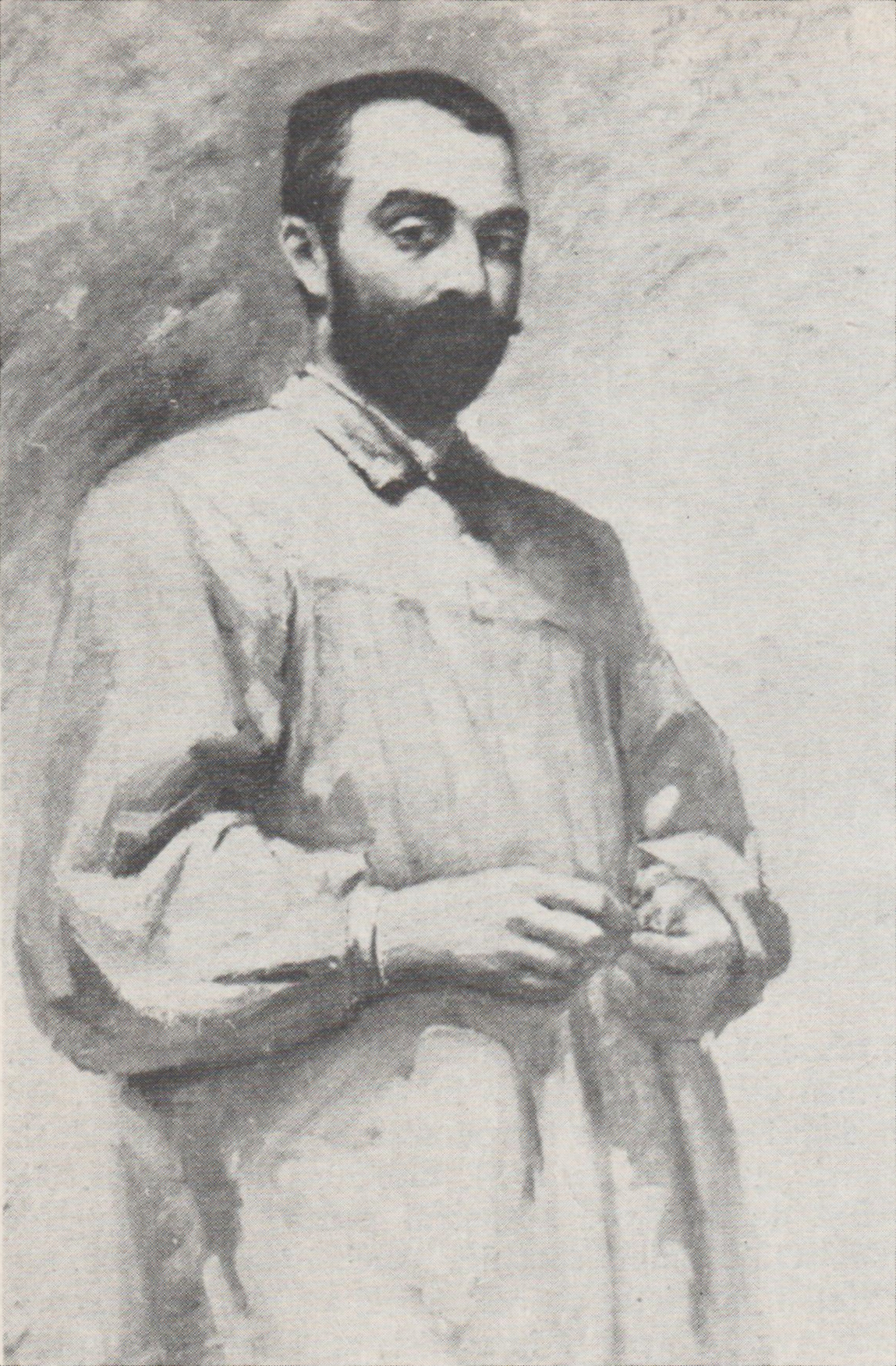
Portretul lui Valbudea de Dimitrie Serafim

Maniera simplist-realistă, docil clasicizantă, este conformă vederilor vehiculate de către Școala de Belle Arte din București. Această instituție era singurul for care avea autoritate și o cultură mai ridicată. Prin comparație, publicul era needucat și elevii de la școală erau obligați să respecte concepțiile curiculare ale epocii. Disciplina ridicată nu a putut să falsifice însă, bunul simț înnăscut al unora din elevi, care să facă improbabilă apariția acelui frumos exemplu de măsură și armonie numit Ion Georgescu.
Meritul mare al lui Karl Storck este că a știut să-și încurajeze elevii, dându-și seama că formația curiculară a cursurilor sale nu era îndestulătoare. De aceea a ușurat procedura de acordare a burselor de studii în străinătate, fapt pentru care, a afirmat Frunzetti, arta românească îi este mai recunosătoare decât opera personală pe care a lăsat-o moștenire posterității.
Nu mai există nicio îndoială că sculptorul Ion Georgescu a datorat lui Storck anii de studii în atelierul lui Eugène Delaplanche de la Paris. Cu mai puțină necesitate se poate afirma același lucru în cazul lui Ștefan Ionescu-Valbudea, care a fost coleg cu Ion Georgescu și mai apoi un emul al acestuia. Filiația lui din Karl Storck, este mai puțin evidentă și locul lui în sculptura românească l-a ocupat mai puțin dintr-un profit spiritual pe care l-ar fi avut de pe urma profesorului său, ci mai degrabă din ceea ce se opune mentorului în opera pe care a creat-o.
Biografia artistului este greu de pus în valoare, deoarece nu există informații documentare care să certifice fără echivoc împrejurările care au delimitat istoric nașterea operei sale, sau evenimentele care ar fi putut-o influența. Ion Frunzetti a precizat încă din anul 1940 dificultățile de coagulare a datelor biografice în cazul lui Valbudea, criticul precizând că toate informațiile din care s-a închegat biografia sculptorului provin din amintirile aproximative ale familiei și din notițe ale câtorva contemporani. În ce privește pe Valbudea, până în anul 1940, nu a existat niciun studiu critic care să-l impună pe artist în atenția publicului și a criticii de artă, fapt care a dus la așternerea unei nedrepte uitări încă înainte de trecerea lui în neființă, astfel încât, pare că existența sa artistică a fost lipsită de glorie.

### Familia
Ștefan Ionescu și-a luat pseudonimul de Valbudea, după localitatea unde s-au născut părinții săi, Valea Budei din apropiere de Valea Călugărească. Acolo, părinții erau podgoreni din tată-n fiu, ei având în proprietate un teren cultivat cu viță de vie. Biografa Adriana Botez a obținut o informație de la fiicele artistului care spune că locul de origine se numea Valea Săpatului și se afla în proximitatea Mizilului, pe Valea Budei.
Valbudea s-a născut în data de 27 august 1856[A] în familia lui Ioniță Stângă. Ambii părinți au murit de timpuriu, mama la vârsta de 3 ani, și ca urmare, Ștefan a fost crescut de sora tatălui său, Smaranda Ionescu, numele de căsătorie al acesteia nefiind cunoscut. Numele care i-a fost dat la naștere a fost Ștefan sin Ion. Smaranda l-a înconjurat cu mare mare afecțiune pe noul membru al familiei sale, chiar dacă mai avea două fete. Soțul Smarandei, era slujbaș la prefectură și l-a ocrotit pe Ștefan, mai ales că cele două fiice ale lui au murit timpuriu din cauza unei epidemii de anghină difterică.
Nu există date despre perioada în care artistul și-a efectuat studiile gimnaziale sau liceale. Singura sursă este dicționarul lui Dimitrie R. Rosetti din anul 1898. Rosetti a menționat că Valbudea a terminat liceul la București, după care a intrat la Școala de Belle Arte, la clasa profesorului Karl Storck. Inadvertențe există și vis-a-vis de anul absolvirii academiei de artă. Astfel, există afirmații că a absolvit școala în anul 1881 după ce a primit premiul care i-a asigurat efectuarea studiilor în străinătate. O informație contradictorie privind anul în care a terminat Școala de Belle Arte vine de la un certificat de absolvire care este datat în 14 noiembrie 1900. Diploma originală nu mai există.
Artistul s-a căsătorit în anul 1896, la patruzeci de ani, cu Eugenia Cabasianu cu care a avut două fete Smaranda și Constanța. În anul 1940, Eugenia locuia la București împreună cu Smaranda. Familia lui Valbudea avea la momentul în care Ion Frunzetti a vizitat-o cu intenții biografice, un număr foarte mic, neînsemnat, de documente cu informații despre soțul defunct. Chiar dacă puține din ele erau importante, toate au fost puse la dispoziția istoricului de artă. Acesta a făcut un inventar sumar al lor, erau câteva fotografii și un portret realizat de Dimitrie Serafim în care este înfățișat îmbrăcat într-un halat alb, stând în picioare, în mână având un pumn de pământ. Un al doilea portret al lui Valbudea se afla la Oradea la cea de a doua fiică, Constanța, acesta fiind realizat de Alexandru Bănulescu în anul 1890.

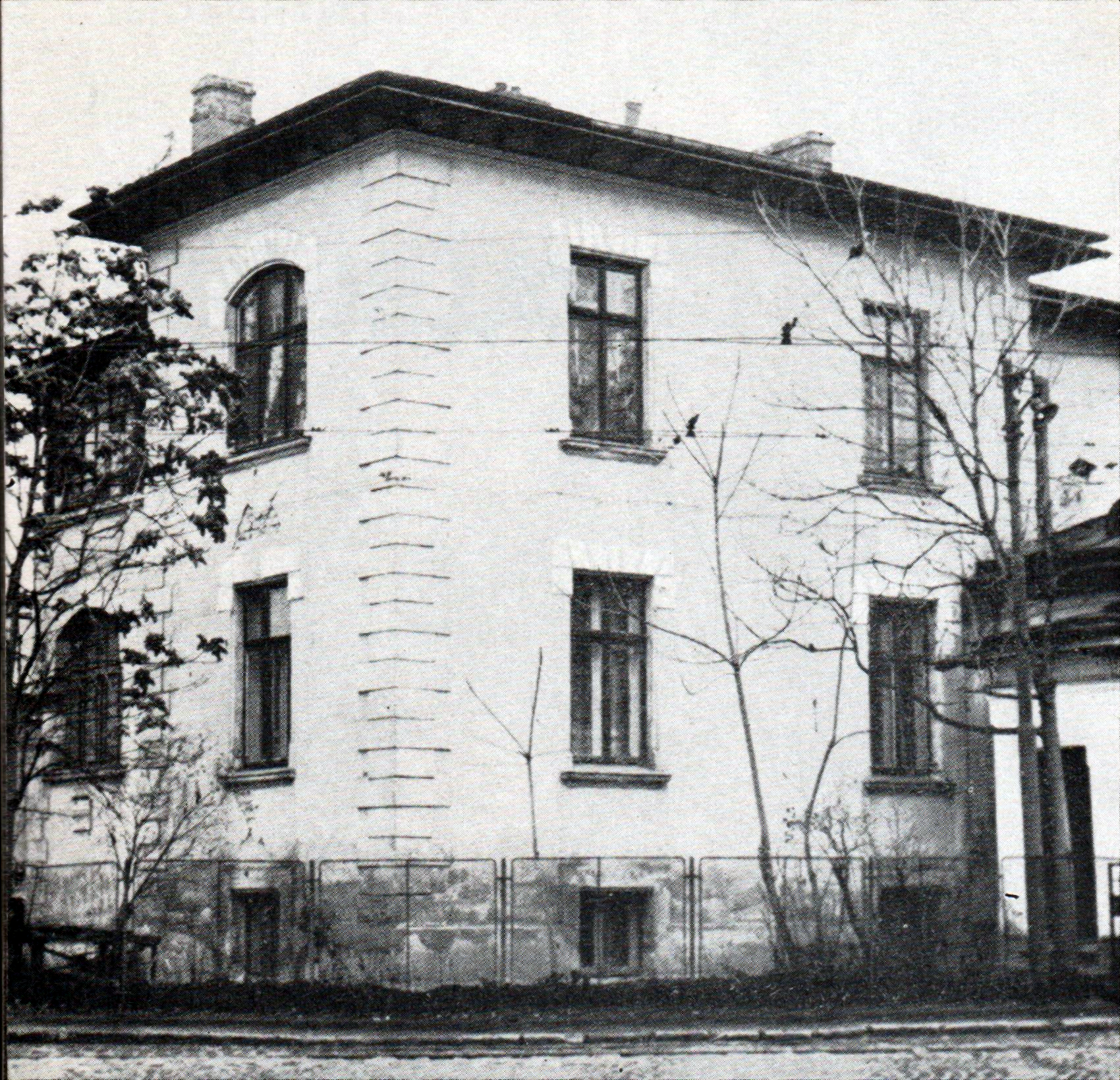
Atelierul și casa Valbudea de pe strada Grigore Alexandrescu nr. 25 din București
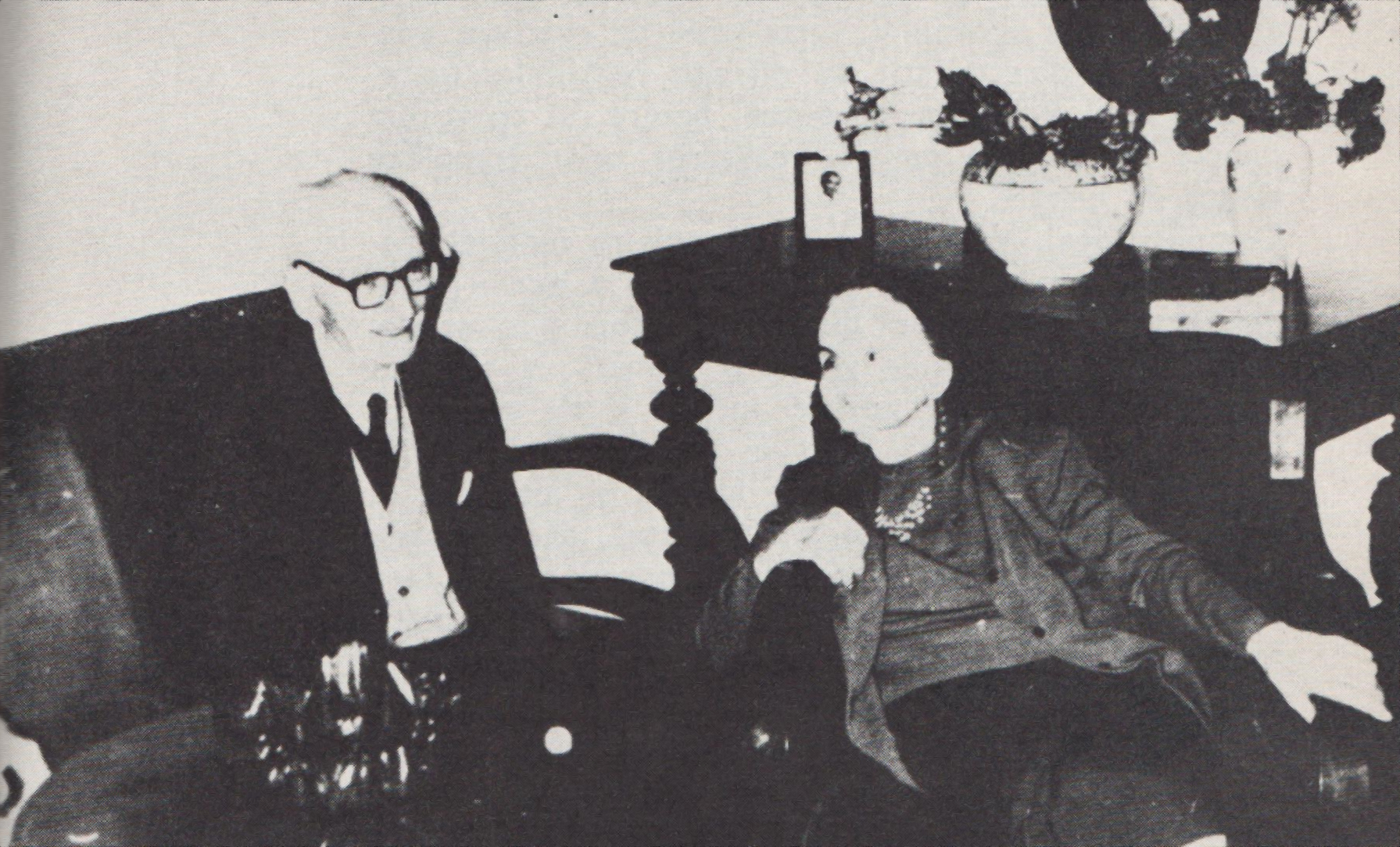
Eugenia Valbudea în 1975 la aniversarea a 100 de ani de viață.
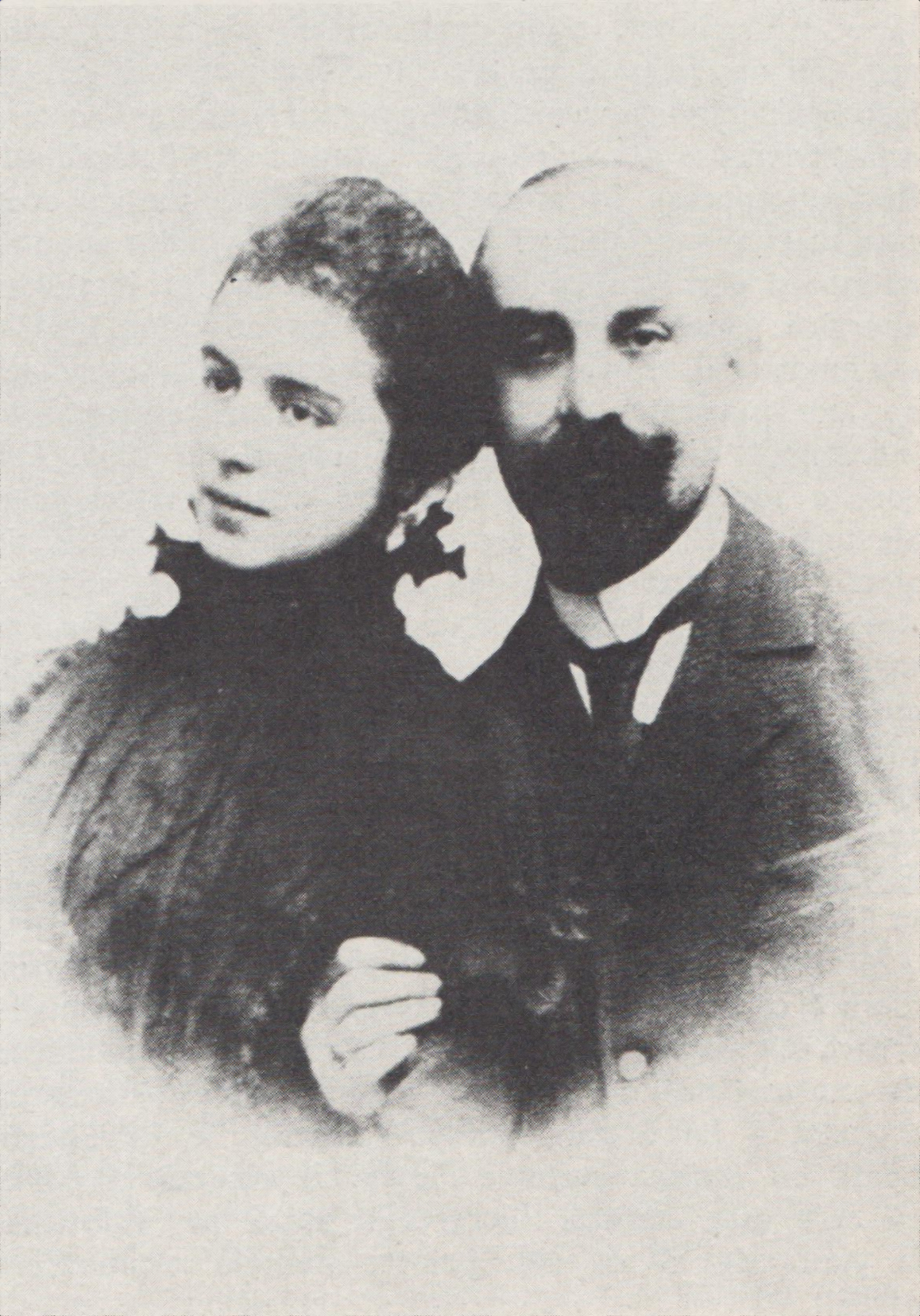
Soții Valbudea
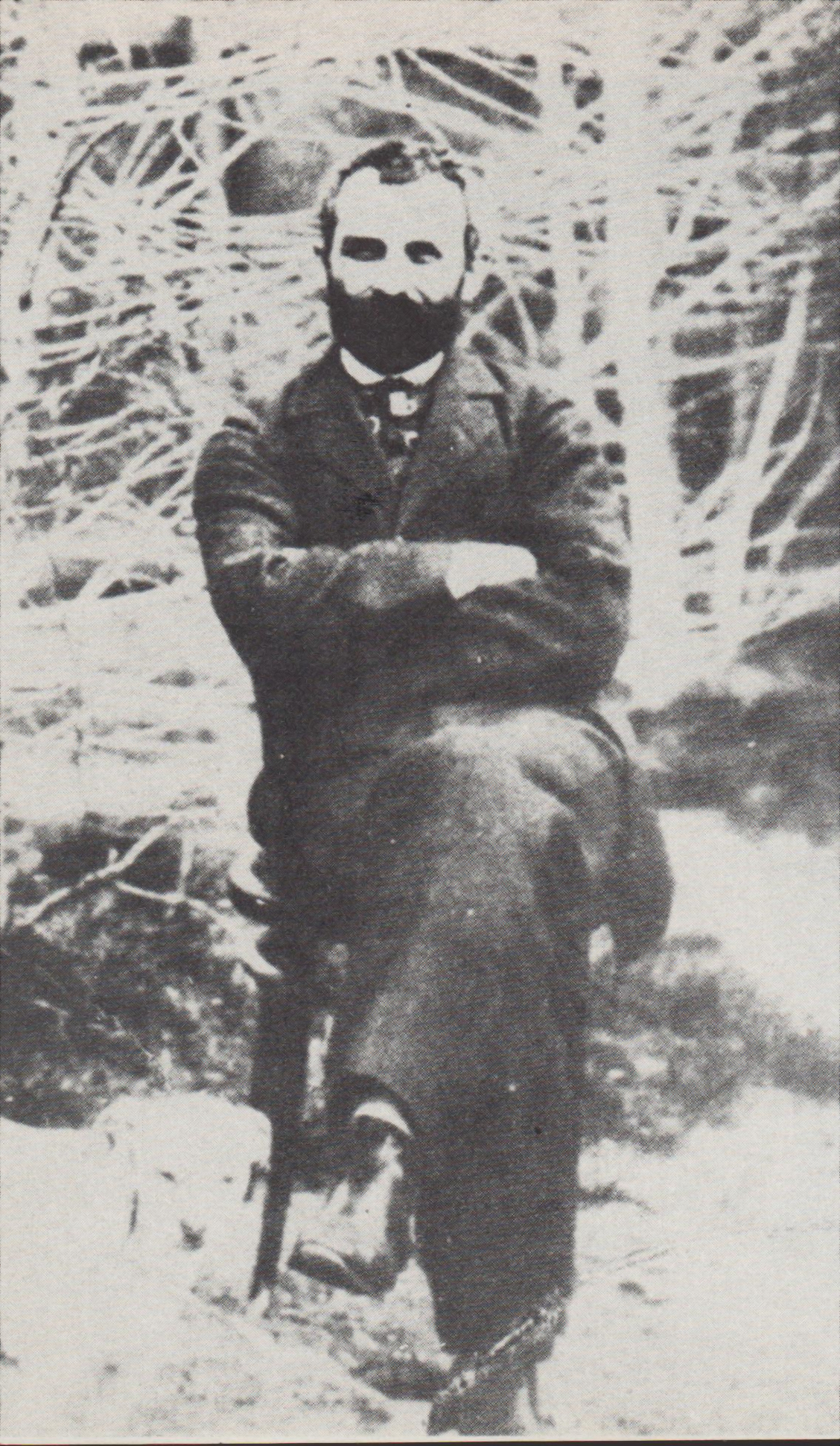
Valbudea la revenirea sa în România
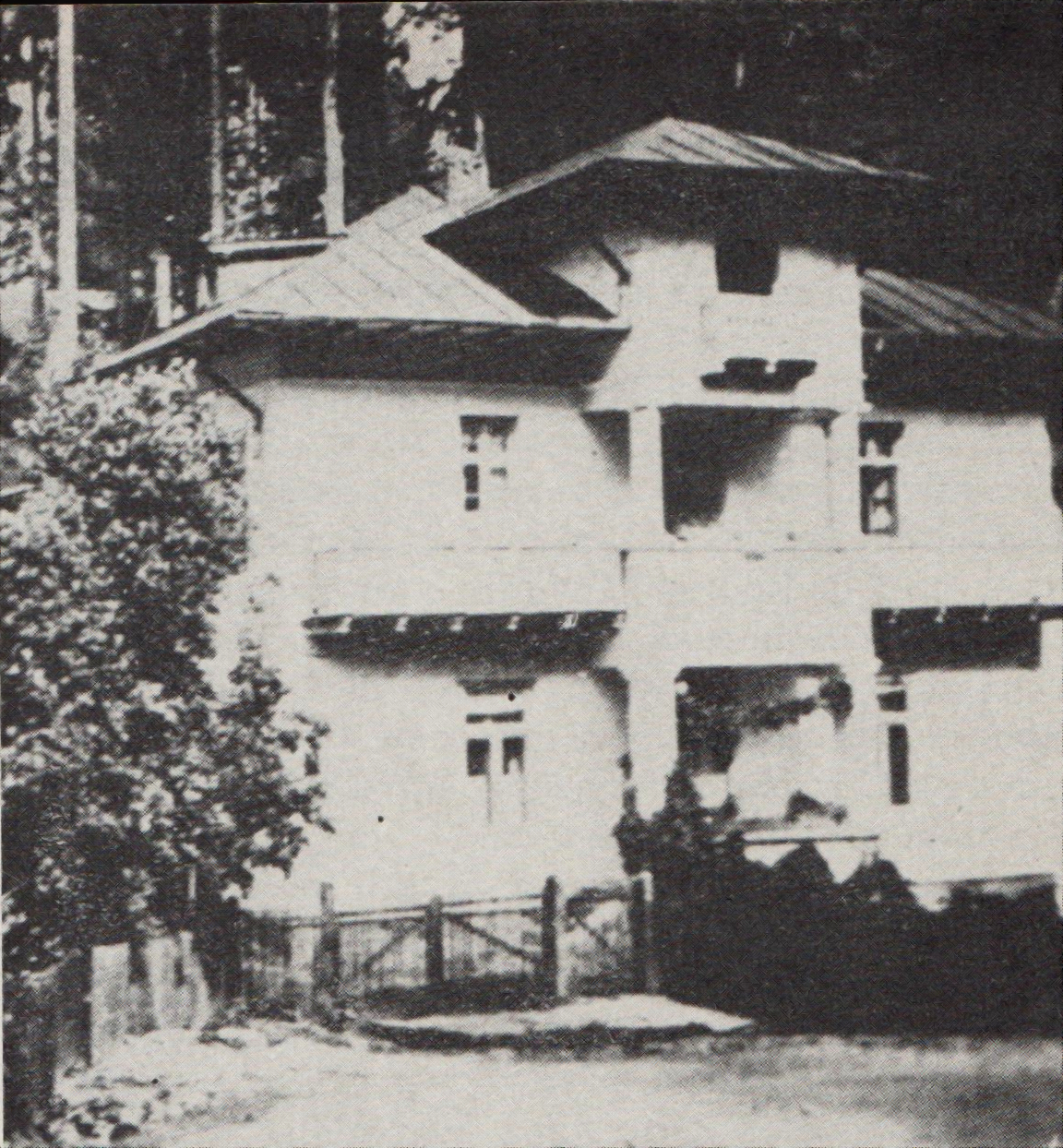
Casa Valbudea de la Sinaia

Valbudea a cumpărat de la Louis Blanc casa atelier aflată pe strada Grigore Alexandrescu nr. 25. Ion Jalea a amintit că era „... un adevărat laborator de artă, atelierul apărea plin de gânduri și de scule... Cu bluza albă, înaintea mesei de lucru, maestrul se regăsea în izolare meditativă, liniște și concentrare... În atelier se aflau schițe, portrete și lucrări acoperite în curs de execuție. Aici am văzut statuia de Copil dormind, care nu era cel cunoscut astăzi. Acesta avea amândouă mâinile sub cap. Maestrul lucra mult, își avea orele lui de lucru în care se închidea în atelierului lui și lucra.”
Ștefan Ionescu-Valbudea  „... era un om de o distincție rară și un om de mare demnitate. Vorba lui înceată nu avea exagerări de cuvânt și nici prisos de expresie. El vorbea puțin, întotdeauna măsurat, politicos și prevenitor față de toată lumea”. Soții Valbudea erau mari iubitori de muzică și erau nelipsiți la festivalurile Wagner de la Bayreuth care se țineau în București. Împreună cu soția sau cu Nini, prima fată a lui, au făcut călătorii în Italia însoțiți de Titus Alexandrescu. Prietenul lor Titus a cumpărat după ceva vreme casa de pe Grigore Alexandrescu și familia Valbudea s-a mutat pe strada Occidentului nr. 42 într-o casă cu etaj. Atelierul se afla la etaj și camerele de locuit la parter. Din anul 1912, familia a cumpărat o casă la Sinaia.
Eugenia Ionescu-Valbudea a fost eleva profesorului Santiago Riera de la Conservatorul din Paris, venit la București prin invitația directorului Eduard Wachmann al Conservatorului din București. A fost o muziciană pasionată întreaga sa viață. Fiicele ei au afirmat că ea a cântat la pian zilnic, circa patru ore. Aceasta era activitatea ei de bază până la vârsta de 97 de ani. A murit la vârsta de 106 ani la București.
În 1918, o otită cronicizată, care a evoluat în mastoidită, tratată de diferiți medici, i-a adus lui Valbudea sfârșitul la vârsta de 61 de ani.

### Școala de Belle Arte din București

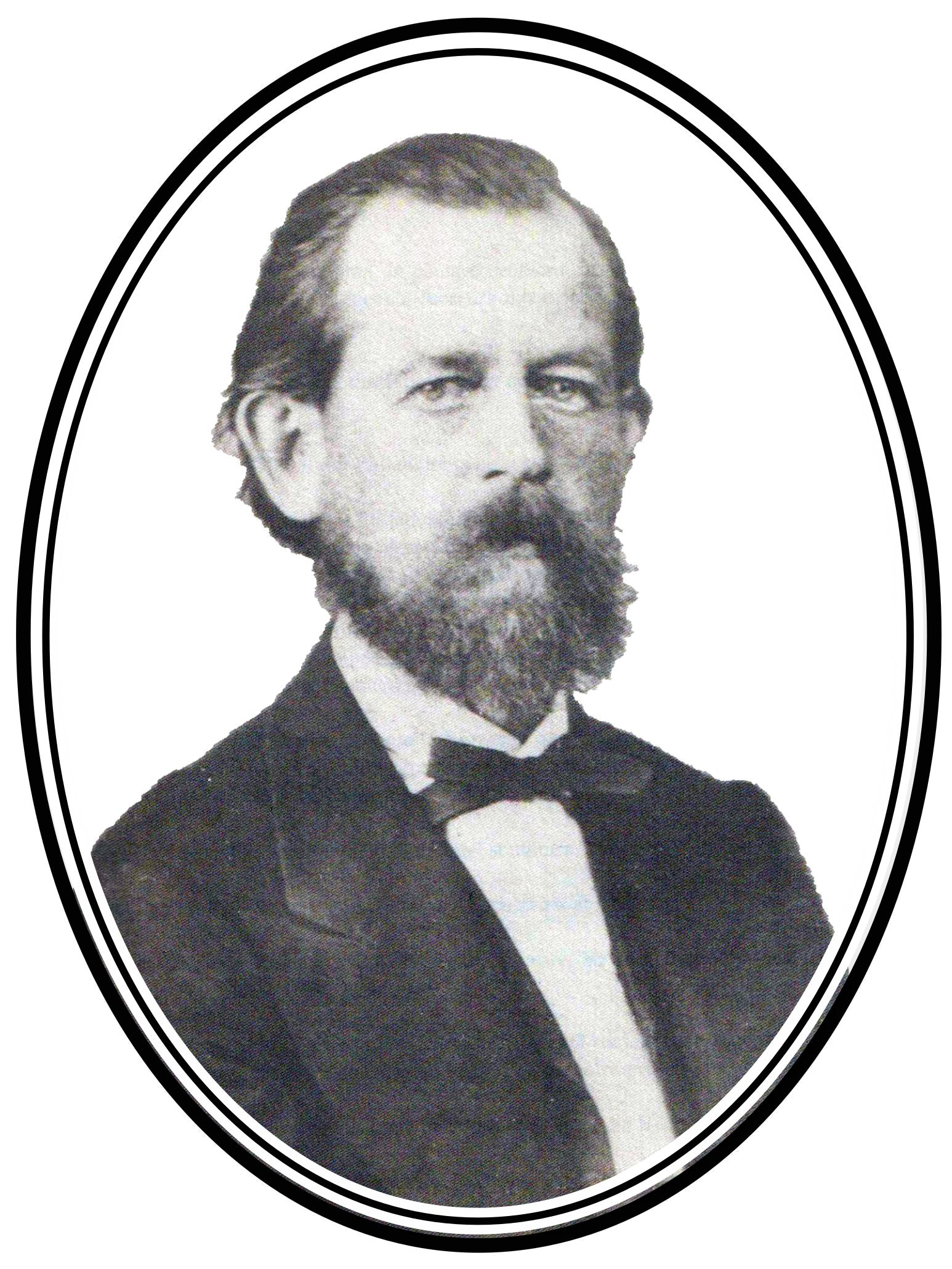
Karl Storck

Despre studiile lui Ștefan Ionescu-Valbudea la Școala de Belle Arte din București există foarte puține informații, dar ele reflectă o activitate meritorie care a fost recompensată. A absolvit școala în anul 1881, după unii, și după alții în 1882, la clasa profesorului Karl Storck. Încă de la începutul cursurilor, în anul 1877, Valbudea a făcut subiectul ziarelor din București, ziare care au vorbit despre o lucrare medaliată d'apres l'antique intitulată Vitellius. Lucrarea lui Valbudea a concurat cu una a lui Ion Georgescu, care era un basorelief după François Girardon ce înfățișa Răpirea Proserpinei. Georgescu a reușit cu această lucrare să obțină premiul care-i deschidea drumul către studii în străinătate, în felul acesta a câștigat un avans de cinci ani față de Valbudea. Valbudea a plecat la studii doar în anul 1882 „... când printre operele prezentate la concursul pentru străinătate, s-a distins în sculptură cu basorelieful său înfățișând pe Adam și Eva.” Basorelieful lui Georgescu nu mai există, Ion Frunzetti a opinat că ar fi dispărut ca urmare a incendiului din anul 1884.

### Studii la Paris

#### Încadrare în epocă
În a doua jumătate a secolului al XIX-lea s-au intersectat în Franța mai multe curente diametral opuse, așa cum au fost idealismul cu realismul, romantismul cu clasicismul, neliniștile nordice de tip gotic cu seninătatea meridională, toate acestea coexistând în același spațiu de manifestare. Ca urmare, imitatorii Renașterii, numiți și neo-florentini, care practicau o plastică vibrantă și nervoasă ce amintea de arta quattrocento-ului, s-au întâlnit cu supraviețuitorii artei clasice, care erau anacronici cu sensibilitatea arierată de tehnici și subiecte prea mult uzate. Din această cauză, gustul și imitația pentru pastișă a devenit un program și Alexandre Falguière nu s-a rușinat în lucrarea Învingător la luptele cu cocoșii să remodeleze liniile pline de suplețe al lui Mercur inventând Caduceul, care a fost expus de Henri Chapu în anul 1863.
În acele timpuri, pe lângă siluetele toscane pline de grație și fanteziile neo-grecești, au apărut lucrări de sculptură care aveau o factură medievală foarte pronunțată, ele fiind inspirate din Evul Mediu francez. Geoffroy Dechaume și Michael Pascal au format așa numitul grup pastișa onestă. Arta franceză a primit astfel, prin Jean-Baptiste Carpeaux, un filon furtunos de viață care a dat un impuls uriaș de romantism care era echilibrat doar de îndrumarea naturalistă, Jules Dalou fiind un exemplu. Toate aceste contradicții artistice din Parisul acelei epoci nu puteau să nu-l înfluențeze și pe Valbudea. Relevantă este și diferența stilistică dintre cei doi mentori ai săi - Emmanuel Frémiet și Alexandre Falguière.

#### Anii de studii
Indiferent de data la care a plecat la Paris, Valbudea a avut la dispoziție cel puțin patru ani pentru ca să-și perfecționeze arta. El a lucrat succesiv în atelierele lui Emmanuel Frémiet și Alexandre Falguière și și-a completat studiile cu audierea cursurilor de la Facultatea de Medicină. În această perioadă a realizat și operele care au fost menționate în Catalogue illustre du Salon, publie sous la direction de F. G. Dumas., respectiv „Valbudea, (8) - Portrait de M. J. (bas-relief) (nr. 4268)” și în 1885 „Valbudea, (E,-J.), Michaël Nebunu - statue, platre (Nr. 4291)”.

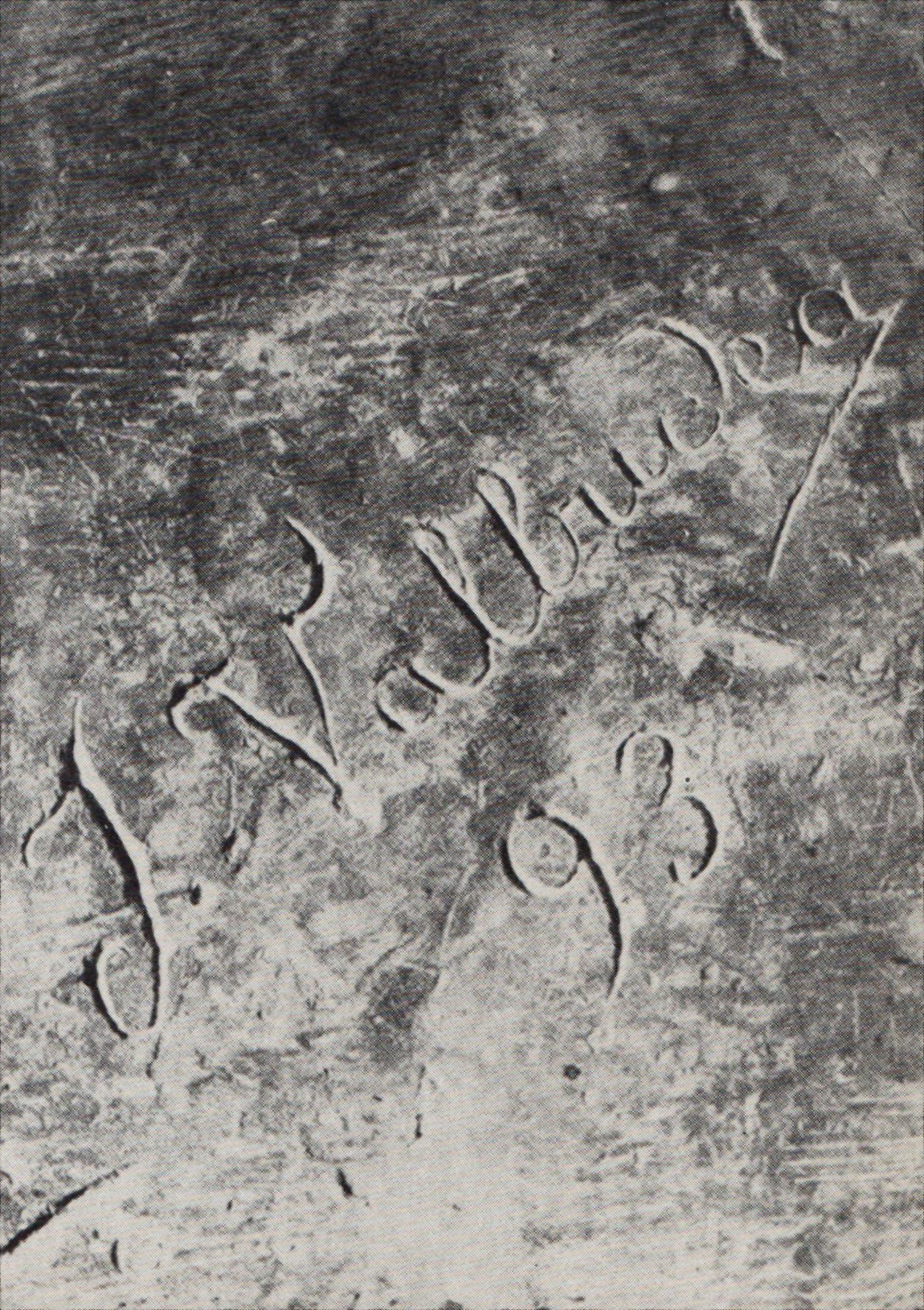
Semnătura lui Valbudea (1893)

Dicționarul lui Dimitrie R. Rosetti a precizat că artistul ar fi stat la Paris până în anul 1885, fapt contrazis de Frunzetti care a adus probe noi prin adresa Ministerului Cultelor și Instrucțiunii din 23 august 1885 prin care sculptorul a fost informat că bursa i-a fost prelungită cu încă un an de zile, cu începere din 1 decembrie 1885. Prin adresă se preciza că data de final a bursei era 1 decembrie 1886 și artistul putea să-și definitiveze studiile printr-o călătorie la Roma. Actul se află în posesia familiei lui Valbudea. Frunzetti a mai aflat o informație de natură orală de la familie, cererea sculptorului de alocare din partea statului a unei sume necesare turnării în bronz a statuii lui Mihai Nebunu nu a fost acordată.
Prelungirea bursei cu încă un an, a spus Frunzetti, trebuie să fi avut legătură cu Constatin I. Stăncescu din moment ce adresa ministerului a amintit de cererea lui Valbudea ca urmare a unei scrisori motivaționale trimisă de Stăncescu din luna mai 1885.[B] Tot în acestă scrisoare se confirmă neacordarea fondurilor pentru turnarea în bronz a lui Mihai Nebunu. Cu toate acestea, faptul că Valbudea a avut parte la Paris de o medalie, a contat foarte mult în relația artistului cu Stăncescu care, așa cum a constatat Frunzetti, a folosit în corespondența sa multe cuvinte laudative și promisiuni. Ca urmare, a spus Frunzetti, lui Valbudea i-ar fi convenit mai degrabă încă un an de studii în străinătate decât turnarea în bronz a operei sale. Părerea lui Stăncescu „... să mai stai cel puțin și la anul viitor la Paris”, era o propunere ce nu putea fi refuzată.
Din amintirile culese de Frunzetti de la familia lui Valbudea, rezultă că artistul și-ar fi deschis la Paris un atelier și că ar fi fost vizitat acolo de către Vasile Alecsandri, care era în acei ani ministru plenipotențiar. În opinia criticului de artă, vizita lui Alecsandri după mai 1885, ar fi fost foarte posibilă, ținând cont de afirmațiile lui Stăncescu, care a precizat că ar fi intervenit pe lângă Alecsandri. În cea de a doua scrisoare din 12-23 iunie, presupusă a fi din același an ca prima, Stăncescu i-a sugerat lui Valbudea să fie insistent pe lângă Alecsandri cu privire la obținerea de fonduri pentru realizarea statuii din bronz a lui Mihai Nebunu, fapt care, în opinia lui Frunzetti ar confirma realizarea la Paris a întâlnirii dintre sculptor și Alecsandri.[C]
Conform scrisorilor lui Stăncescu, Valbudea a trimis în România fotografii cu lucrările lui pentru răspândirea lor prin librării sau Expoziții ale artiștilor în viață unde se vindeau cu 8 lei bucata, altele pentru anexarea la cererea sa către Minister și altele pentru publicarea prin presa timpului. Despre existența acestor fotografii a vorbit și Tudor Vianu în studiul său din 1938. Din comentariile lui Stăncescu se vede că acesta împreună cu Alexandru Odobescu au discutat de viitorul artelor în România în care s-ar putea regăsi și un aport pe care scultorul român l-ar aduce prin cunoștințele pe care le-a dobândit în Franța.

### Călătoria în Italia
Referitor la călătoria pe care Valbudea a făcut-o în Italia ]n 1885, la Roma și Florența, nu există nicio informație documentară. Există doar amintirile familiei lui care relevă entuziasmul de care dădea dovadă artistul atunci când a revenit mai târziu în acele locuri unde a fost în tinerețe. Cert este că statuia Gladiatorul/Învingătorul a fost făcută la Roma și ea se afla în anul 1940 în proprietatea Ateneului Român din București. Există afirmații care spun că ea ar fi fost expusă la Roma. Rosetti a precizat că lucrările Prima lecție, operă neidentificată de Frunzetti printre cele existente la momentul când a publicat biografia sculptorului, Copilul care face baie, Frica de apă și Copilul dormind de la Ateneu, ar fi fost lucrate tot în Italia. Tot Frunzetti a opinat că există posibilitatea ca trei lucrări dintre cele menționate de Rosetti, exceptând Copilul dormind, să fie de fapt aceeași lucrare care a fost denumită diferit.

### Valbudea în România
Ca urmare a experienței din Italia, se pare că Valdubea ar fi revenit în România. Astfel, în anul 1888 a participat la Salonul Oficial organizat în sala Ateneului Român cu câteva lucrări de sculptură, care au fost apreciate de către Barbu Ștefănescu Delavrancea. Delavrancea a publicat un articol în Revista Nouă în care a înfățișat un artist sfâșiat de lupte lăuntrice, frământat continuu, care era în opoziție cu Ion Georgescu, dar talentat, cu o tehnică temperată:
„... O tortură disperată după dramatic, după anatomie, după durerea acută, și arareori câte o odihnă profundă și melancolică. La el omul care suferă se apropie de culmea disperării, iar copilul care doarme este o pagină din melancolia omului care a suferit și își petrece în visuri suferințele de care a voit să scape prin somn. Natura lui dramatică prin excelență nu-l împiedică d'a fi delicat și gingașiu când vrea să fie; dar când subiectul este o acțiune eroică, Valbudea ia proporțiile unui artist mare și original.”
----- Barbu Ștefănescu Delavrancea în Revista Nouă, an II (1889), nr. 3/15 martie, pag. 101
La finalul articolului, Barbu Ștefănescu Delavrancea a afirmat că „... dela Mihai Nebunul începe sculptura românească”. Delavrancea făcuse de-a lungul timpului și alte afirmații care au tulburat ambițiile nemăsurate ale lumii artistice de atunci, ca și de astăzi, un exemplu relevant fiind „... Ceea ce este Eminescu în poezie, Valbudea, cu această operă, este în sculptură”. Pentru Delavrancea, sculptura românească înainte de Valbudea nu a existat. În opinia lui Frunzetti, Delavrancea nu a vrut să fixeze în acea declarație decât analogia rolului istoric, precum și nivelul ierarhic al celor doi mari artiști. Frunzetti chiar a găsit și asemănări între Valbudea și Mihai Eminescu.
Ștefan Ionescu-Valbudea a intrat în lumea artistică românească destul de elogiat și părea că nu a mai rămas decât să-și continue drumul său spre glorie. Realitatea a fost însă cu totul alta. Din anul 1889 lucrările lui au avut nevoie de perioade din ce în ce mai lungi de elaborare, fapt care a dus la o scădere a creativității. Această situație a fost determinată poate de oboseală, de lipsă de emulație, poate din cauza unui mediu neprielnic al societății românești și sigur din lupta sa pentru existență. El nu și-a putut face o meserie din fabricarea de busturi funerare care aveau la bază fotografia și nici nu a putut accepta să coboare la nivelul artiștilor copiști. Cum în toate timpurile, faima a ținut întotdeauna locul talentului, chiar dacă a avut o susținere pentru lucrări mari din partea lui Delavrancea, el nu a avut cum să emită pretenții. Chiar și Ion Georgescu asemenea altor artiști, nu a disprețuit favorurile ce decurgeau din reclama publicitară. Valbudea avea o fire modestă, recunoscută de altfel și de Stăncescu în corespondența lui, nu i-a permis să fie adeptul unor astfel de procedee, mai ales că așa cum se poate deduce din biografia sa, avea o conștiință a valorii.

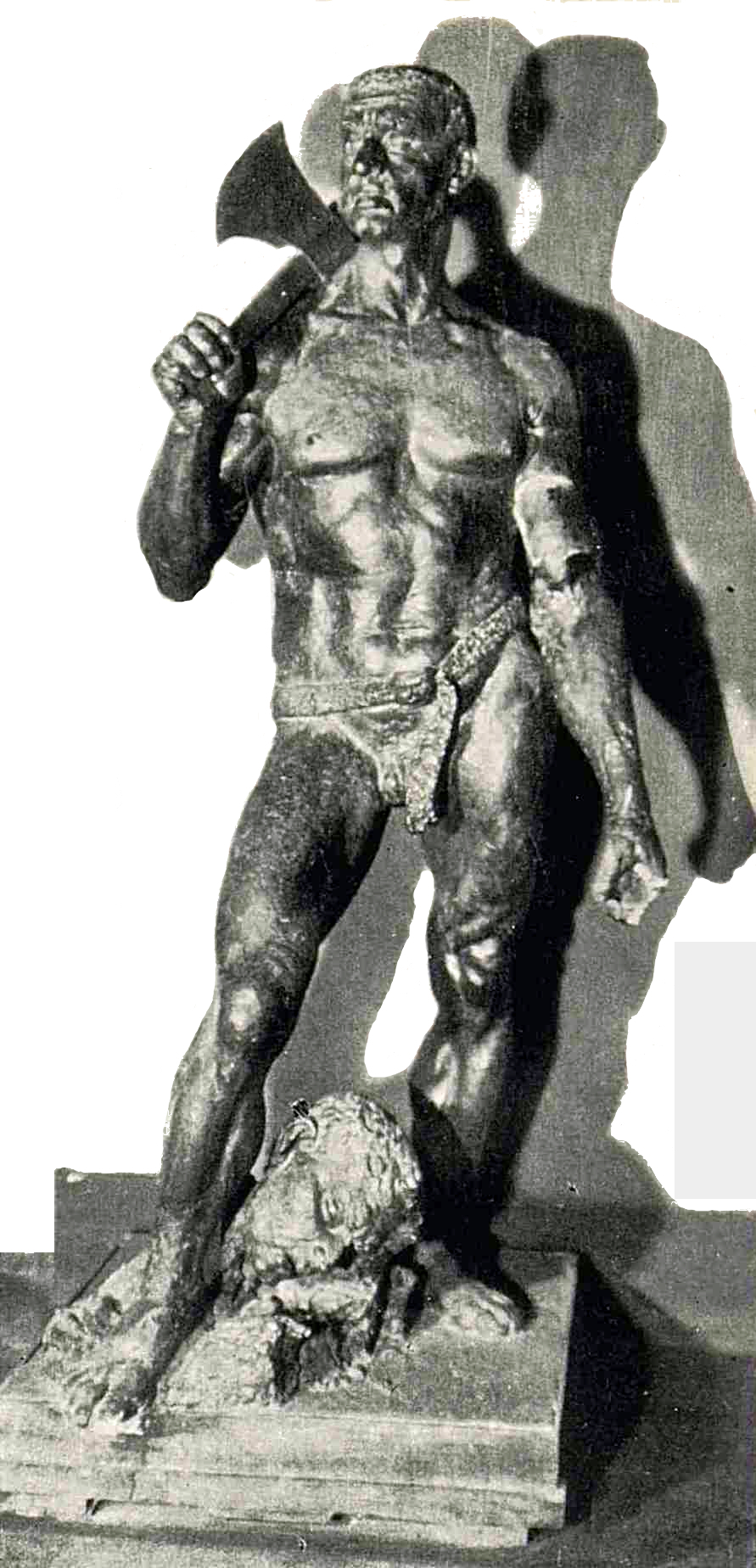
Învingătorul (gips) - Medalia a III-a la Expoziția internațională de la Paris din 1889

Ca exemplificare a tăcerii contemporanilor lui Valbudea este succesul pe care l-a avut sculptorul în anul 1889 la Paris unde a luat Medalia a III-a cu statuia Învingătorul, moment în care artistul nu a fost amintit în nicio publicație românească de profil, Literatură și artă română sau Pictura și sculptura română la Paris a lui A. Costin. În schimb, în anul 1890 a apărut în Analele Arhitecturii și ale Artelor cu care se leagă, un articol semnat de C. S., probabil Constantin I. Stăncescu, cu o xilografie de Iulius Popp (?).
„Ziarul L'Art [ L'Art (revue illustrée), n.r. ], cea mai de căpetenie publicațiune artistică din Paris, dând socoteală despre operele de sculptură ale artiștilor streini expuse în galeriile Expozițiunei Universale din 1889, pomenește și de numele sculptorilor noștri Georgescu și Valbudea, aprobând medaliile ce le-a conferit juriul internațional...”
----- C. S. în Analele Arhitecturii și ale Artelor cu care se leagă, București, nr. 1, ianuarie 1890, pag. 5
Soarta lui Valbudea s-a identificat cu cea a multor artiști aclamați, recunoscuți și care în final au fost dați uitării. Barbu Delavrancea a determinat destul de bine cauzele pentru care artiștii români au ajuns să fie condamnați astfel - starea socială precară pentru o activitate artistică coroborată cu indiferența publică.

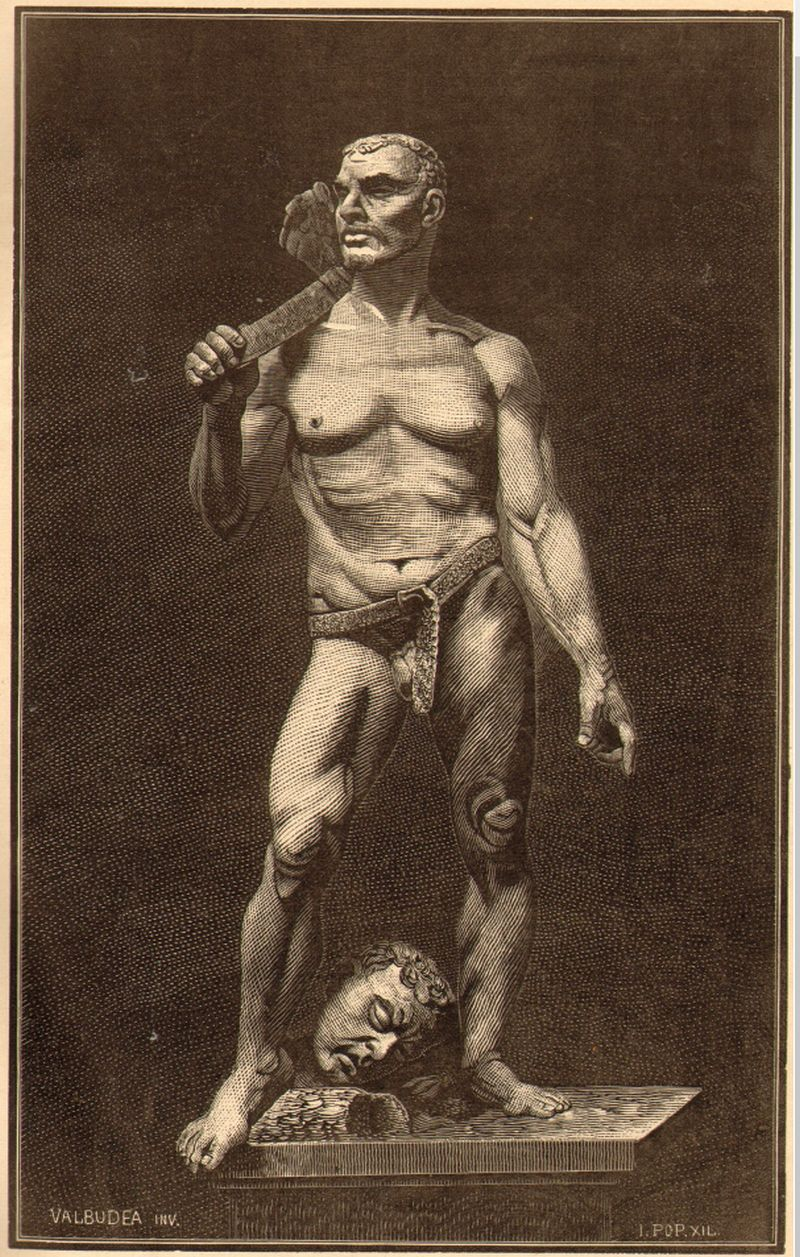
xilografia Învingătorul de Iulius Popp

Delavrancea a categorisit indiferența după două cauze „... Sau [publicul, n.a.] nu are ce admira, sau dacă are, nu pricepe încă, în primul caz are dreptate. În al doilea caz, nepriceperea este fatală și ține de fatal de o epocă, și contra fatalității nu te poți revolta”. Frunzetti a precizat însă, că publicul în acele vremuri admira într-un fel propriu pe Constatin I. Stăncescu și pe Karl Storck. Și Nicolae Grigorescu era admirat pe latura discutabilă a operei sale. Poate că la Valbudea publicul a admirat medaliile obținute la Paris sau poate romantismul său plin de patetism, chiar exagerat pe alocuri. Frunzetti a fost de părere că Valbudea nu a făcut nimic ca să câștige admirația publicului, sau să o păstreze pe cea care i se adresa.
Sculptorul român a fost numit ca profesor la Școala normală superioară care era pe atunci sub directa coordonare a lui Alexandru Odobescu. S-a mutat apoi la Școala de arhitectură și mai apoi la Școala Superioară de Meserii, unde era în anul 1911, inspector de demn și caligrafie, așa cum reiese din adresa Ministerului Instrucțiunii și Cultelor din 20 iunie 1911. Numirea în funcție a fost reactualizată prin același minister în 27 iunie 1917, România fiind sub ocupație germană. Ulterior a îndeplinit funcția de director al Muzeului Grigorescu care avea sediul în Parcul Carol. Ștefan Ionescu-Valbudea și-a risipit talentul și acumulările esențiale dobândite la Paris, Roma sau Florența în activități mărunte și fără nicio legătură cu arta sa. Cazul său nu este unic, așa cum a afirmat George Oprescu, opinie pe care a susținut-o și Ion Frunzetti. Oprescu a precizat că nu s-a făcut nicio cercetare cu privire la începuturile strălucitoare ale artiștilor români, care s-au pierdut într-o mediocritate desăvârșită. Un caz simptomatic, a afirmat Oprescu, este Sava Henția, care a dovedit capabilități portretistice de invidiat.
La Școala de Arte și Meserii din București, Ștefan Ionescu-Valbudea l-a avut ca elev pe Spiridon Georgescu.

## Opera
„...  Compozițional, Valbudea a pus problema funcției spațiului sculptural, relația de divergență a axelor polidirectionate, a volumelor dispuse în sincopă și asimetrie, raportate la centrul de greutate și masă; a eliminat vechile forme ale compoziției închise ale structurii gândite monodirecțional, precum și forma volumetrică inexpresivă a înlocuit forma finlizată înțeleasă ca cizelură, cu volumul adeseori fărâmițat, dar expresiv plastic prin abordarea modelajului impresionist în care lumina realizează efecte de vibrare inegală a intensității lor, astfel încât a anulat vechile canoane, academiste. Observăm cum, de fiecare dată, cu fiecare lucrare a acestui artist, este vorba de un alt tip de probleme, de alte căi, de căutări artistice cu care trebuie să ne confruntăm. Fixarea interesului asupra unei probleme plastice se traduce la Valbudea printr-o selecție tematică gravă, printr-o elaborare integrală, adesea trudnică până la găsirea rezolvării artistice...”
----- Adriana Botez: Valbudea, Editura Meridiane, București, 1982, pag. 82
Sculptorul Alexandre Falguière, nu poate fi asimilat ca un maestru care și-a pus amprenta asupra impetuozității temperamentale atât de menifestă cum era cea a lui Valbudea. În opinia lui Frunzetti, nici Emmanuel Frémiet nu oferă o cheie a analizei operei artistului român. În cazul lui Valbudea, există în mod evident o nepotrivire dintre temperamentul nativ și tehnica pe care a deprins-o într-o școală care nu prea oferea soluții înnoitoare. Ion Frunzetti, a identificat Italia ca o posibilă compatibilitate spirituală care a permis dezînhibarea artistică de care a dat dovadă Valbudea. Acolo, pe lângă artiștii en vogue cu puerilitățile lor, surprinși de Contele de Laborde în Raportul asupra expoziției din Londra din 1851, artistul a văzut monumentele și muzeele din Roma și desigur opera lui Michelangelo. Aplicând tipologia lui Auguste Rodin asupra operei lui Valbudea, se constată imediat că nici Speriatul, nici Mihai Nebunul, nici Copilul dormind și nici Femeia adormită, nu sunt caracterizate de simetria unduitoare tipică statuarei antice. Dimpotrivă, exista o contorsionare excesivă, ireductibilă la linii dominante sau la axe, specifică operei lui Michelangelo.

Ștefan Ionescu-Valbudea - Bustul Veronica Micle de la Muzeul Național de Artă al României din București
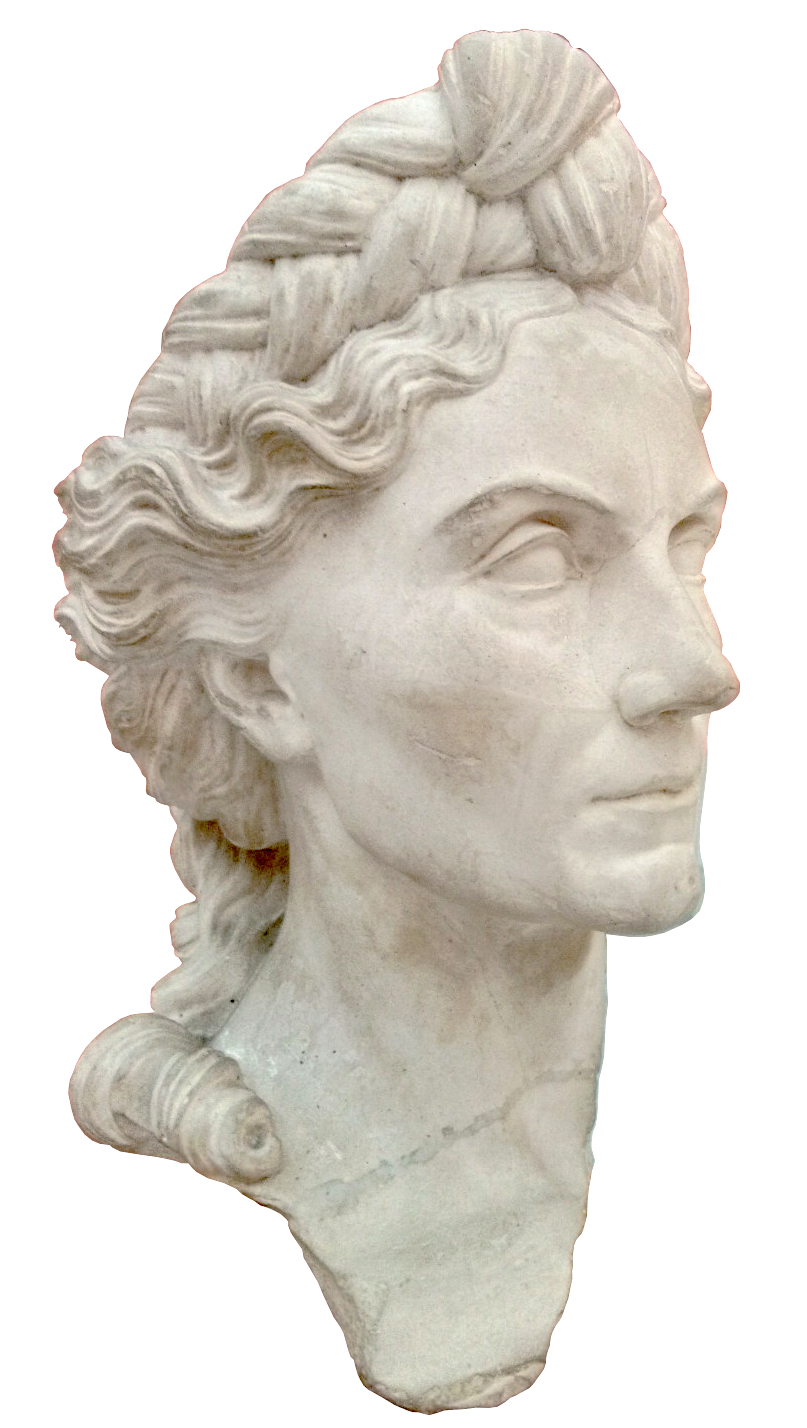
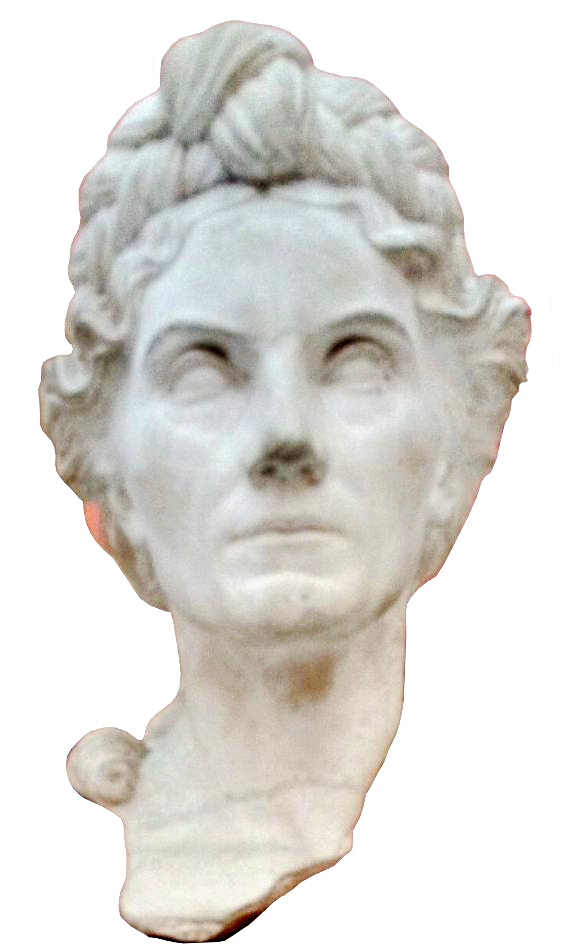
(gips) (incertitudine) [vezi capitolul - Lista lucrărilor]
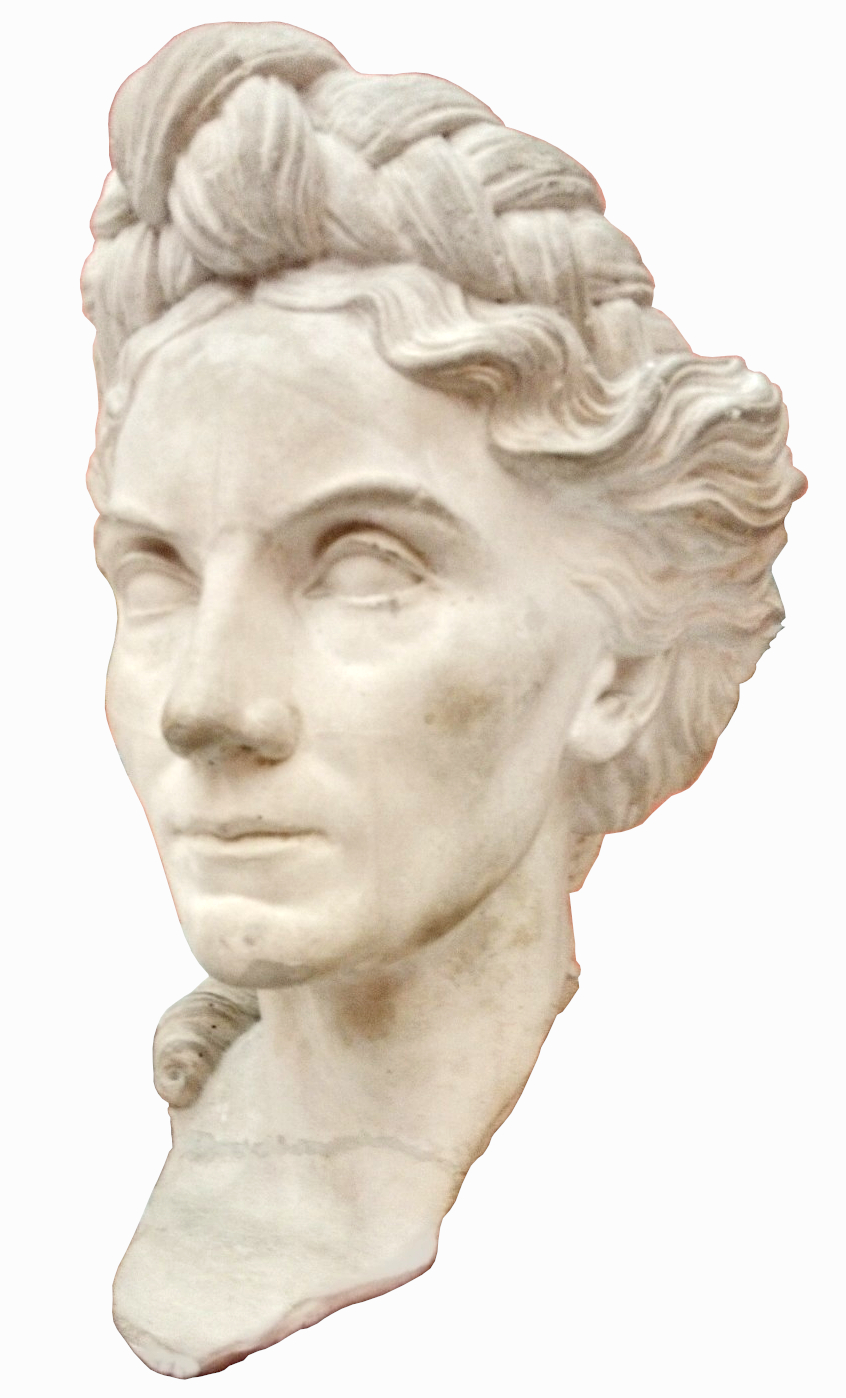

- (gips)
(incertitudine)
[vezi capitolul - Lista lucrărilor]

Lucrările Mihai Nebunul și Speriatul, dau dovadă de o mișcare uluitoare, gigantică, care depășește intențiile pentru a realiza un simplu studiu de atelier. Toată frământarea pe care o arată personajele înfățișate, ele trădează o problemă interioară de care nici Frémiet, care era simplu și precis, nici Falguière, care era facil și elegant, nu ar fi fost preocupați.
Admirația pe care a stârnit-o opera lui Ștefan Ionescu-Valbudea în rândul admiratorilor de artă, a fost temperată de analizele criticii de artă pentru a nu-l considera pe sculptor ca făcând parte din categoria artiștilor mistuiți de propria lor artă, din care fac parte Paciurea și Ion Andreescu. Un exemplu contrar, este Nicolae E. Idieru care l-a prezentat pe Valbudea ca pe „... un artist în care pâlpie focul sacru.” Însă lui Valbudea i-au fost comode și anumite mediocrități așa zis calificate. Un exemplu este și legenda care s-a iscat în jurul Monumentului Vânătorilor de la Ploiești, la care a concurat cu un proiect și Valbudea, însă juriul l-a ales pe cel al lui George Vasilescu, un sculptor mediocru. Despre proiectul lui Valbudea nu se mai știe nimic și nici măcar cum arăta. Nu există nici măcar o fotografie.

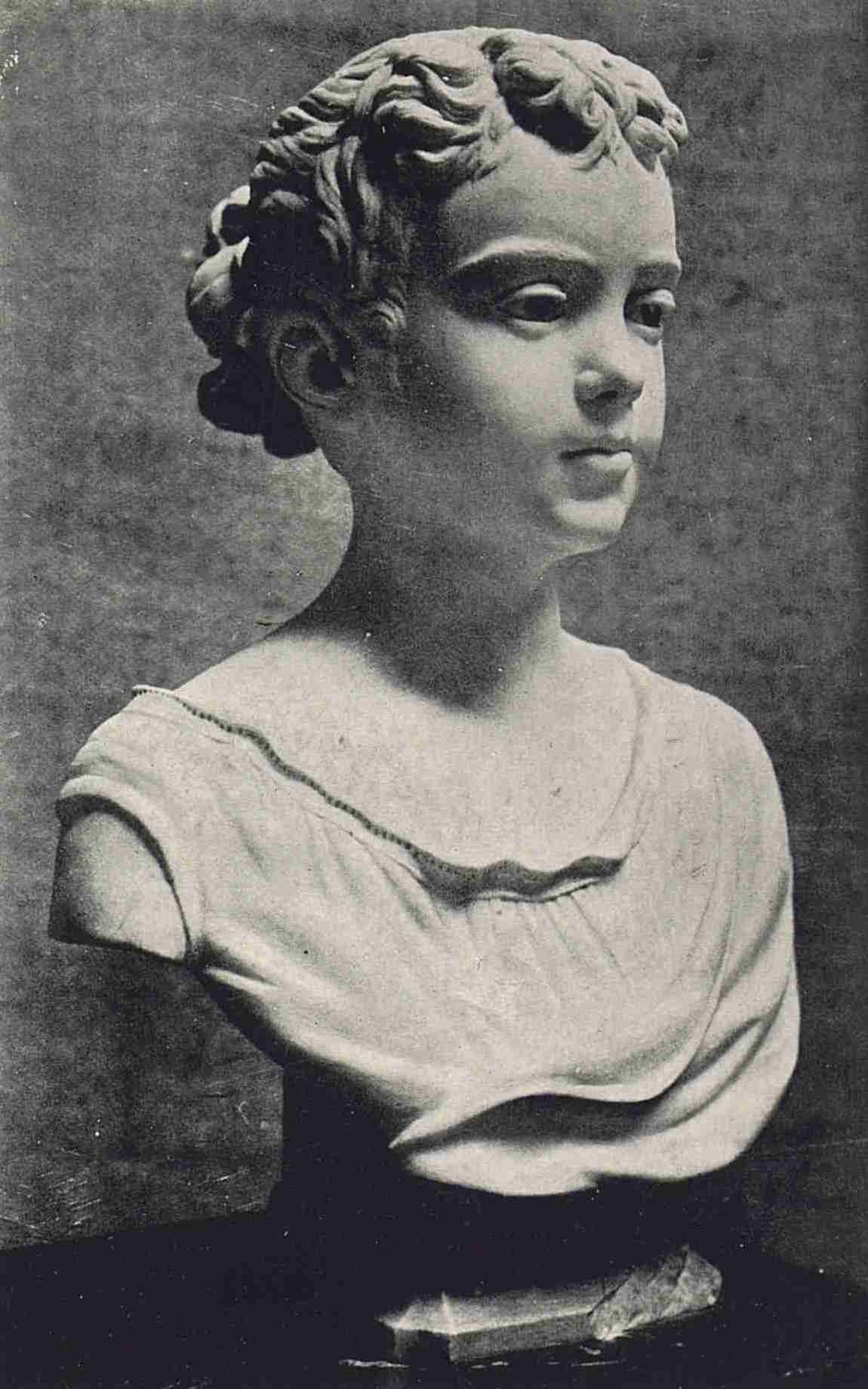
Maria Ioana Grădișteanu

Este cert că pe el l-au ocolit comenzile oficiale. Valbudea nu a reușit să execute mari proiecte publice, pentru ca istoricii și criticii de artă să poată vedea cum ar fi gestionat spațiul larg al unei piețe publice. Pe artist l-au ocolit și analizele critice postmortem ale criticii de artă.
Romantismul de care a dat dovadă în opera lui, nu ține de învățămintele acumulate în vreo școală pe care ar fi urmat-o, nici măcar de influența vreunui mare maestru, asta și pentru că în școală s-au ciocnit fel și fel de stiluri opuse și nu în ultimul rând pentru că, în școli, maeștrii își disputau discipolii. Pentru manifestările puțin extravagante de care a dat dovadă în artă, Ion Frunzetti a opinat că, singurul responsabil a fost temperamentul său frământat. Astfel încât, cheia fecundității sale reduse, prin comparație cu opera lăsată de Ion Georgescu, poate să-și tragă originea de aici. Georgescu muncea calm și liniștit, Valbudea, febril și intermitent, fapt care impunea perioade lungi de refacere. Georgescu modela frumos aproape orice fiind concentrat. Operele lui Valbudea sunt inegale, pentru că arta sa nu se împăca destul de bine cu reflecția, pentru că totul la el era un reflex al unei pasiuni dominante.
Valbudea face parte din acei artiști a căror principală grijă era să-și reflecteze-n operă propriul eu, cu tot ce este mai personal, chiar dacă pentru a-și atinge dezideratul, a fost nevoie să-și jertfească clasica perfecție formală. Cealaltă grupă de artiști, sunt cei care sunt preocupați să redea frumosul pentru cât mai mulți, făcând exact ceea ce este de comunicat.
„... desigur, ierarhia nu se poate stabili între tipuri atât de disparate. Nu rămâne decât să recunoaștem, chiar dacă până azi Georgescu a fost singur beneficiarul omagiilor unei întregi generații artistice, - că în feluri deosebite, acești doi statuari, continuând drumul, fără să respecte itinerariul, înaintașilor lor importanți din Apus, fixează cei doi poli între care va evolua, de la ei înainte, sculptura românească. Ambii, formați în atmosfera de demnitate artistică a Parisului, călesc în sufletele lor, diferite ca timbru și resonanță, metodele invenției estetice practicate în Franța, și avantajele unor expresii artistice cu trecut instructiv, aducând deopotrivă la noi, concepția unei arte pentru care confuzia cu meșteșugăritul nu mai era posibilă.

Câteva din statuile unuia [Ion Georgescu, n.r.] domină azi perspective urbane. Realizările celuilalt [Valbudea, n.r.], dacă nu cer de la recunoștința noastră ceea ce n-a putut dobândi oficial influența lui Alecsandri, pe vremuri, adică turnarea lor în bronz, ne solicită cel puțin să împiedicăm, și propriu-zis și metaforic, dispariția lor în pulbere.”
----- Ion Frunzetti: Șt. Ionescu-Valbudea, Monitorul Oficial și Imprimeriile Statului, Imprimeria Națională București, 1940, pag. 24-25
Dispariția în pulbere nu a avut loc, lucrările reprezentative ale lui Valbudea, originale modelate în gips - Mihai Nebunul, Speriatul și Femeie odihnindu-se, au fost turnate în bronz de abia în anii 1959 și 1961, după care au fost clasate ca obiecte de patrimoniu național în clasa Tezaur.

Ștefan Ionescu-Valbudea - Bustul Eugeniu Voinescu de la Muzeul Național de Artă al României din București
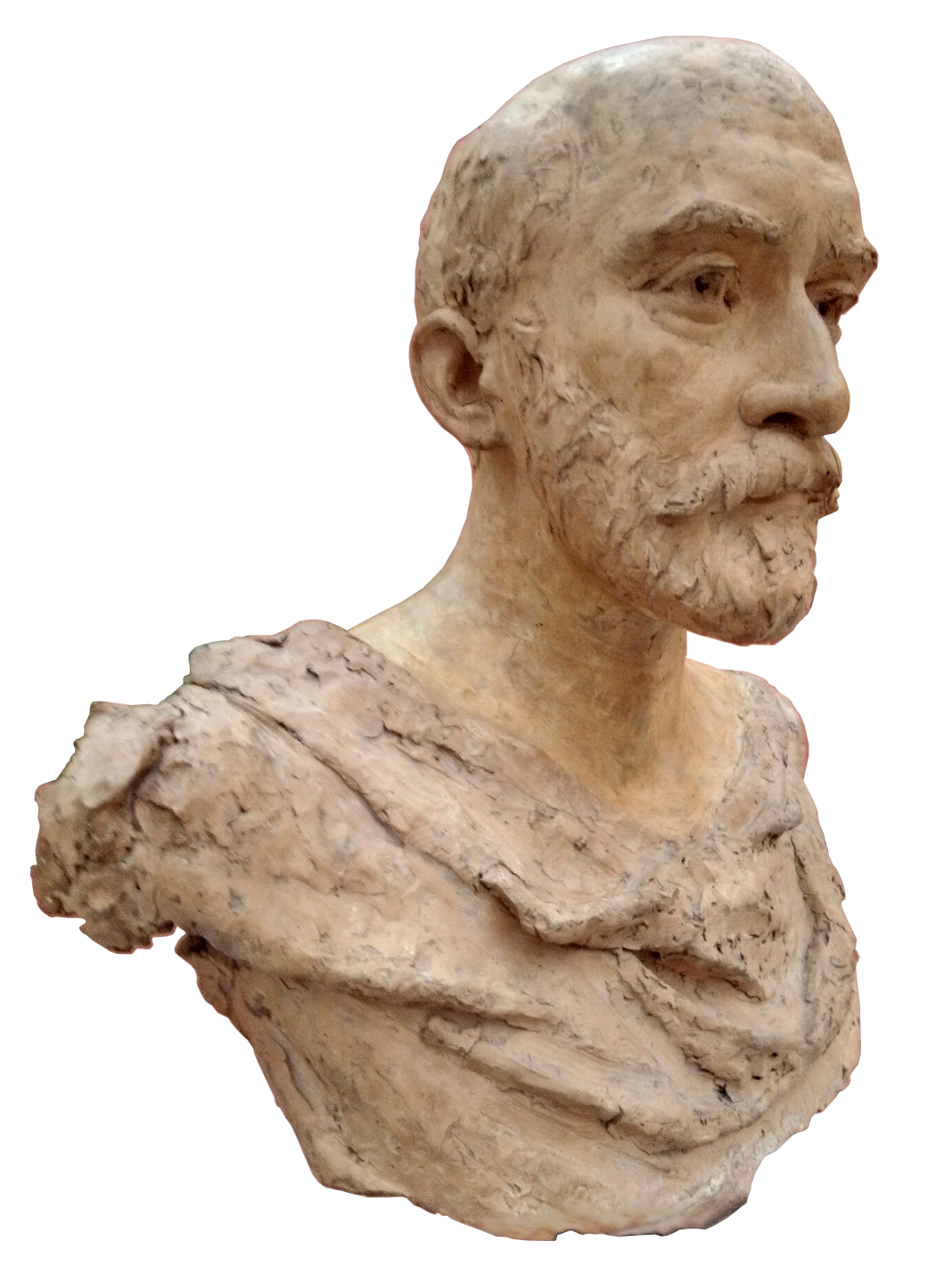
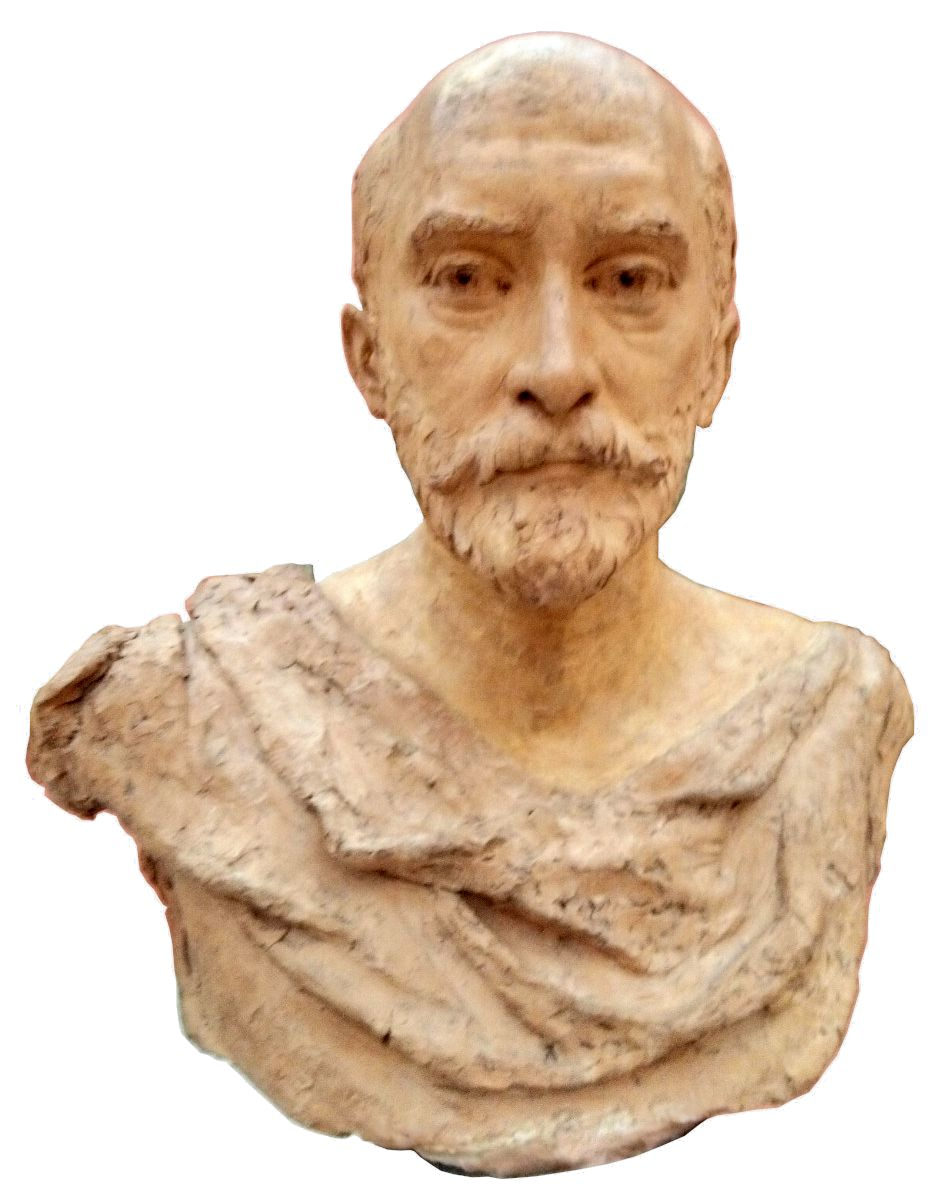
(teracotă) clasat nr. 2510/24.01.2003 - Tezaur
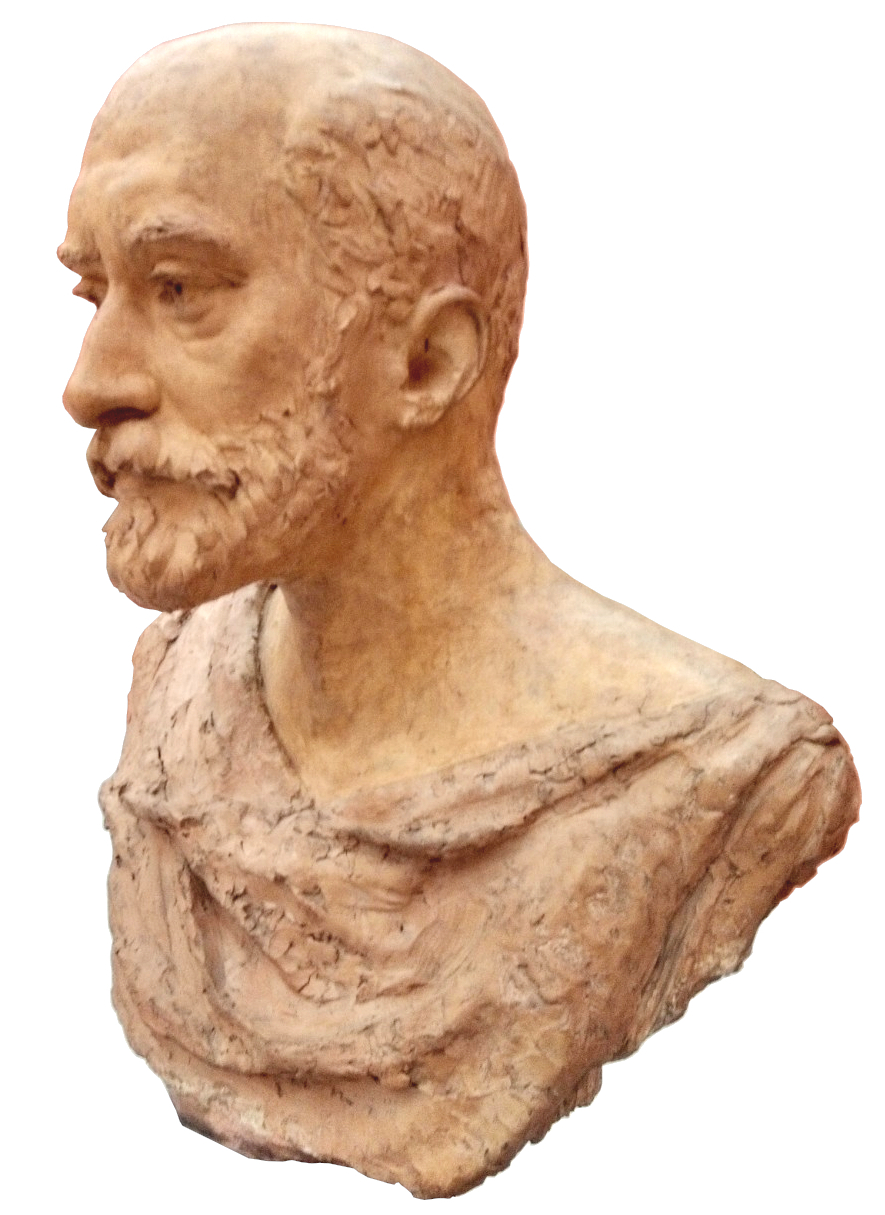

- (teracotă)
clasat nr. 2510/24.01.2003 - Tezaur

Criticii de la sfârșitul secolului al XIX-lea, au apreciat valoarea patrimonială a sculpturilor lui Valbudea, pentru că așa cum a spus Delavrancea „... un popor nu trăiește prin avuția banului, ci prin avuția operelor”. Meritul acestora a fost cu atât mai mare cu cât stilul lui Valbudea era destul de greu de asimilat, asta în contextul în care sculptorul Oscar Han a menționat într-un mod absolut profetic că „...În haosul politic de astăzi, când toate spiritele sunt prinse de nevroza parvenirii, când toate ușile se deschid celor ce bat cu violență pentru a căpăta situații nemeritate, când e posibil ca astăzi să fii lichea notorie și mâine să ocupi înalte comandamente, când economicul a ajuns să răvășească sufletul și să scoată instinctul de conservare deasupra oricărui ideal, există în societatea aceasta o comunitate de oameni, care nu sunt legați și organizați pe nici un principiu social, care răspund peste greutăți de tot felul, unei nevoi interioare de a crea, unui destin; sunt exponenții generațiilor, cei care realizează un material mai durabil decât cea mai splendidă existență umană, sunt artiștii. Într-înșii stă semnul că un popor are puterea să scrie o pagină în istorie”.

### Învingătorul

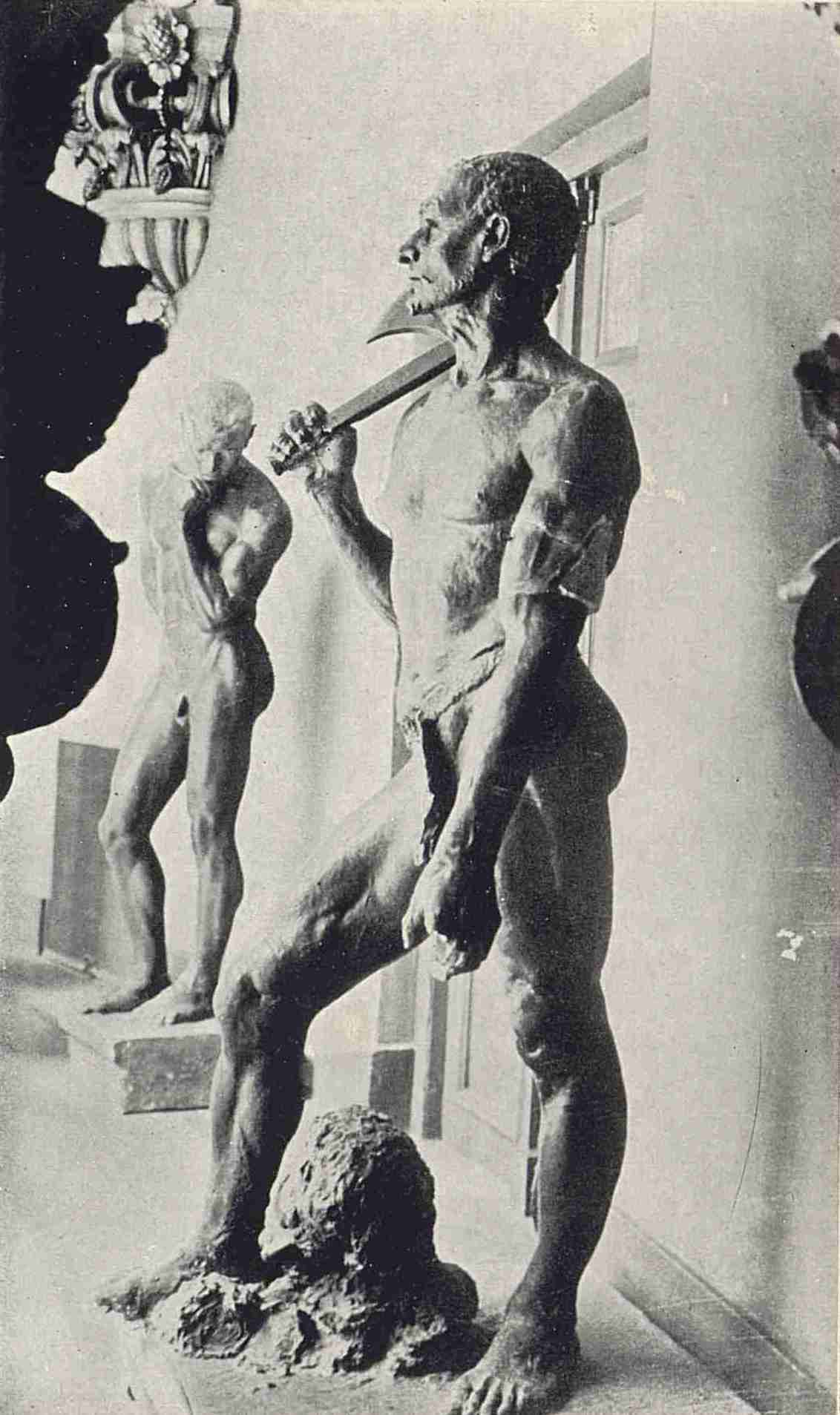
Învingătorul privit din profil

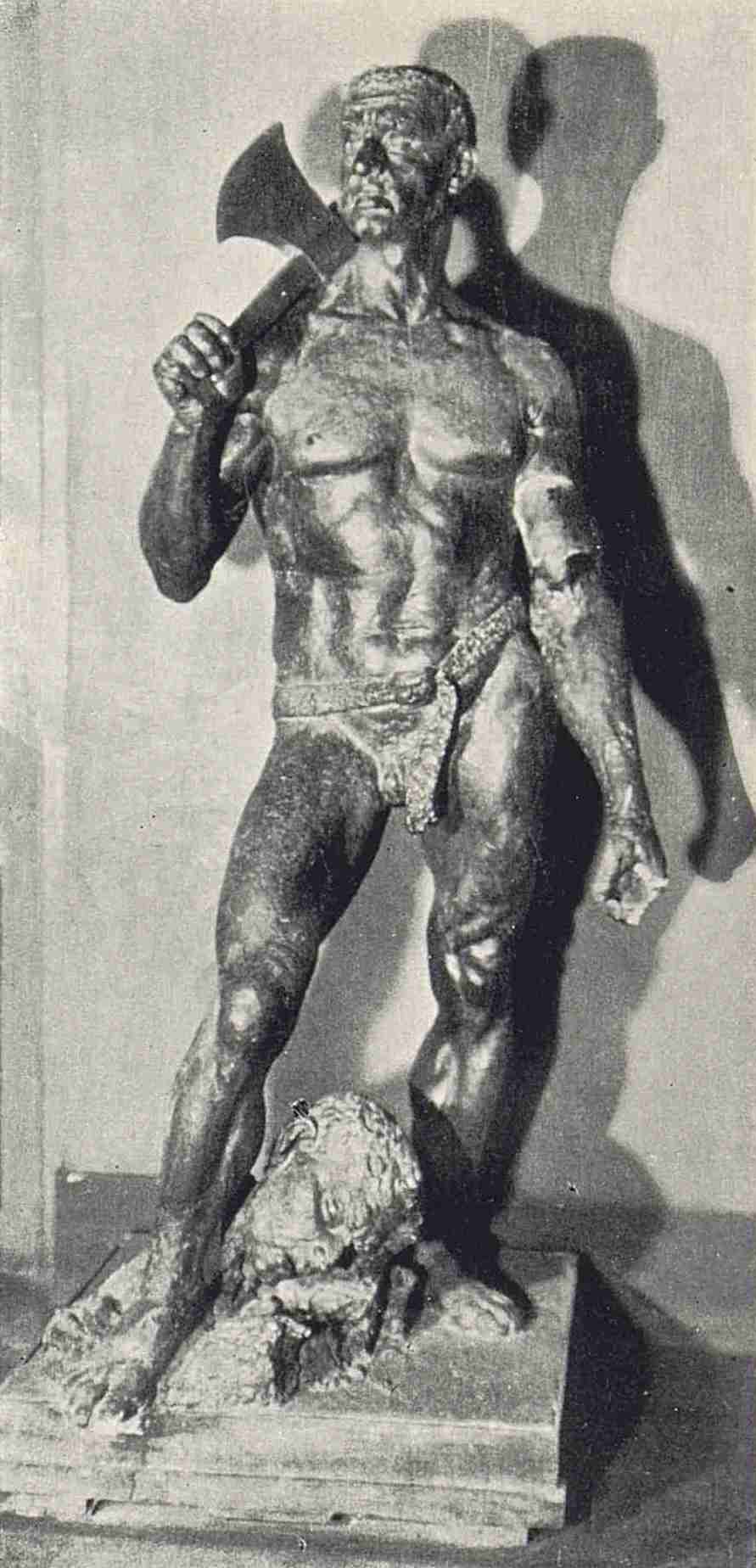
Învingătorul privit frontal

Lucrarea medaliată la Expoziția internațională de la Paris din anul 1889, este o operă de căpetenie a lui Valbudea, singura care a fost pe deplin soluționată compozițional în ce privește echilibrul volumelor și cel al maselor. Ea a purtat și numele de Gladiatorul și a făcut parte mult timp din colecția Ateneului Român din București, acolo unde a stat multă vreme umbrită total sub scara unde a fost așezată.
Lucrarea avea câteva degete amputate, securea dislocată și brațul stâng spart. Ea făcea o impresie foarte puternică privitorului, prin faptul că prezenta, văzută din față, un corp masiv, lucios și vânjos, care se sprijinea falnic pe un picior musculos, înfipt bine în pământ. Al doilea picior a fost plasat peste capul firav, cu trăsături chinuite ale victimei, într-o atitudine de pășire victorioasă.
Securea era strânsă de o mână brutală și se sprijinea pe un umăr ce părea de Samson. Tăișul securii era paralel cu axa craniului. Capul conținea în el toate expresiile criminalității în care nu era nimic neglijat. Privit din profil, Învingătorul pare că se transformă într-un umil cerșetor, care are doar niște urme ale virilității și ale forței pe care o avea o dată. Mușchii par defectuos conturați, par niște mușchi ce nu sunt capabili să îmbrace osatura evidentă la glezne, la genunchi, la ceafa concavă anemic sau la încheieturile mâinilor.
Privit dintr-o parte, Învingătorul pare mai repede un șomer, un tăietor de lemne, care caută o slujbă temporară de câteva ore. Veșmântul său este unul sumar, centura din piele este singurul accesoriu și haină, ea alunecă foarte potrivit pe șolduri și încearcă să susțină pântecele proeminent. Întreaga figură a personajului, privit din profil, pierde atrocitatea pe care i-o oferea perspectiva frontală. Pare că lucrarea era foarte potrivită de a fi așezată într-o firidă.
Comisia de inventariere a exponatelor care s-au întors de la Expoziția internațională de la Paris din 1889, a constat că statuia Învingătorul a lui Valbudea avea o mână ruptă și un picior crăpat.

### Mihai Nebunul
Lucrarea, modelată în gips patinat, care se află clasată la categoria Tezaur cu nr. inv. 6712/66, a fost expusă în 1885 la Salonul din Paris și a fost premiată cu mențiunea de onoare. A fost expusă din nou la Paris, cu ocazia Expoziției internaționale din 1889, și a fost apreciată de istoricul de artă André Michel. Gipsul a fost cumpărat în anul 1906 de Ministerul Artelor și a fost repartizat Pinacotecii Statului de unde, în 1950 a fost transferat Muzeului Național de Artă al României. Din anul 1906, Mihai Nebunul a urmat Pinacoteca peste tot unde s-a mutat și în anul 1950, când a ajuns în posesia Muzeului de Artă al Republicii Populare Romîne, lucrarea lui Valbudea fiind făcută din gips, a ajuns un morman de bucăți informe. Ca urmare, din precizările istoricului George Oprescu, Mihai Nebunul, împreună cu alte câteva lucrări ale artistului, a fost restaurat în forma sa inițială din gips.
După original, s-au turnat în 1959, la Combinatul Fondului Plastic din București, trei copii:
- un ghips, transferat Muzeului de Artă din Craiova;
- un bronz, transferat Muzeului de Artă din Iași;
- un bronz, în patrimoniul Muzeului Național de Artă al României, expus fiind în curtea Palatului Regal din București.[42]

Mihai Nebunul se încordează ca să-și rupă legăturile funiilor care-l țintuiesc de trunchiul unui copac. Are gura deschisă și pare că emite blasfemii spumegând, având mușchii crispați într-o atitudine supraomenească. Mihai fixează un dușman nevăzut de sub arcadele ochilor cu sprâncene stufoase, părând că are ochii scăpărători de furie. George Oprescu l-a numit pe Mihai Nebunul ca un Orlando-furioso țăran, o lucrare care este printre operele inegale ale lui Valbudea, și care este fără nicio îndoială o capodoperă a genului.

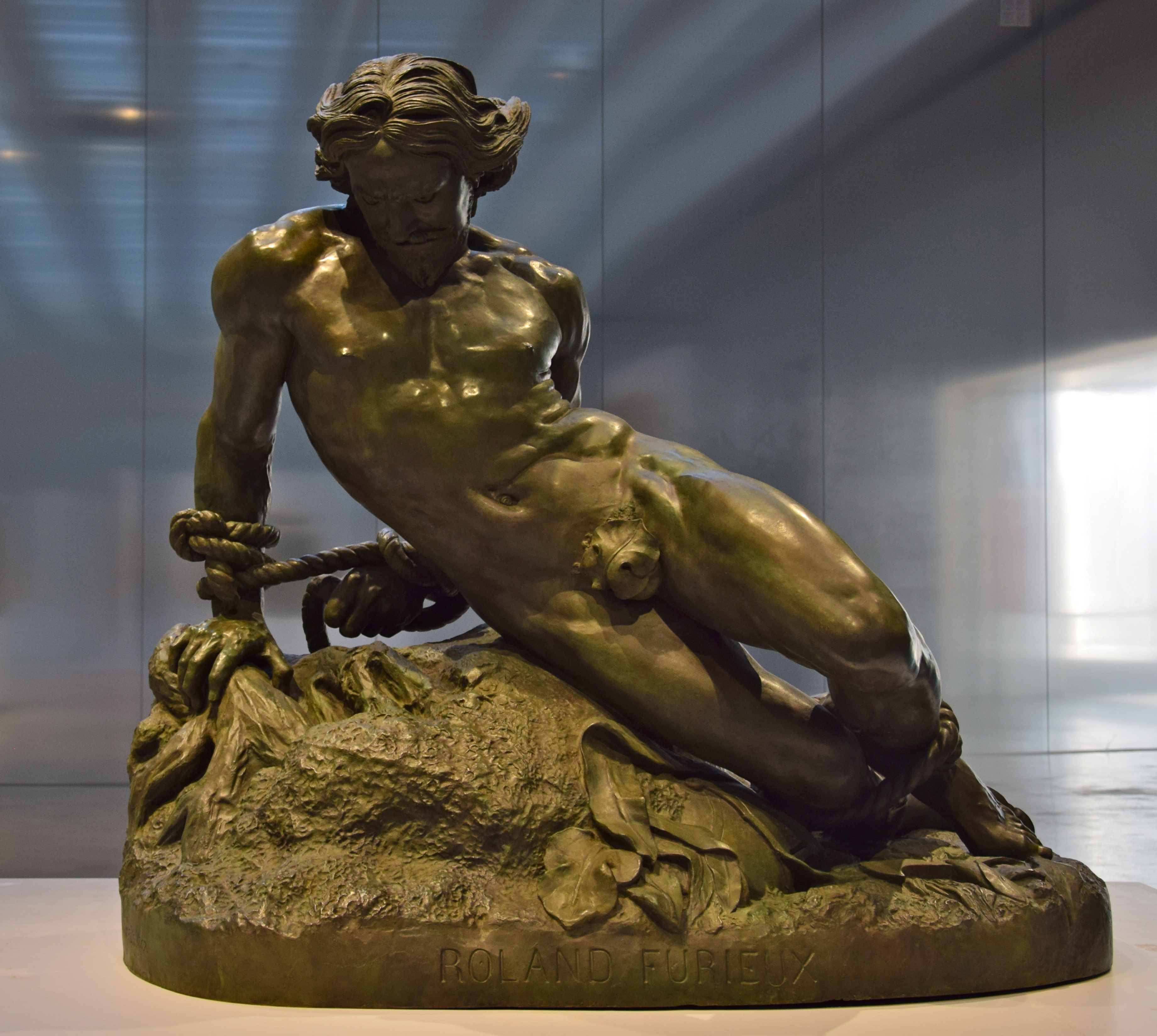
Roland furieux de Jehan du Seigneur

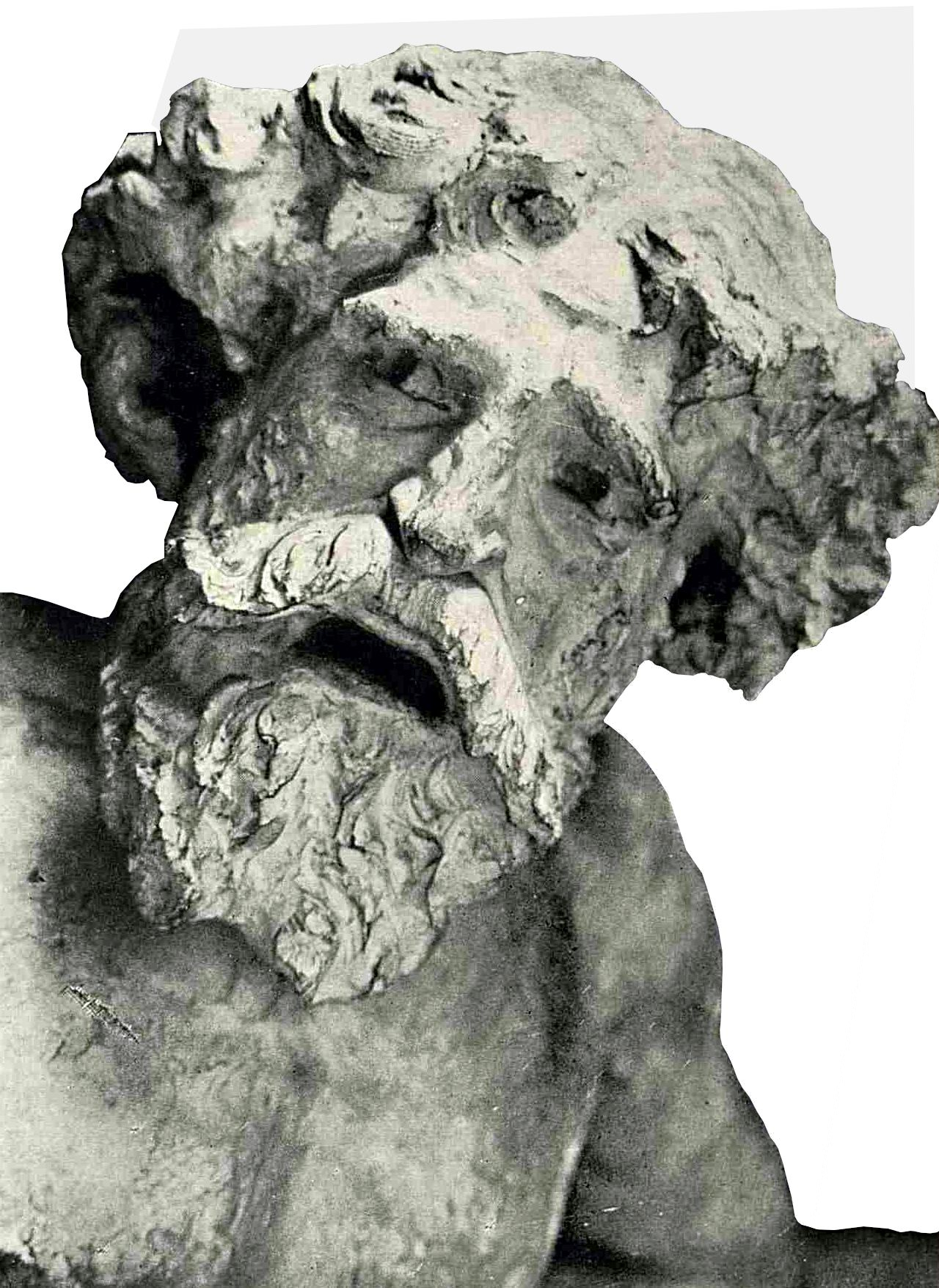
Original din gips

George Oprescu a emis ipoteza că lucrarea Mihai Nebunul ar fi putut fi inspirată de statuia sculptorului francez Jehan du Seigneur, intitulată Roland furieux. Aceasta era amplasată în acea vreme prin grădinile Luxemburgului, dar care a fost relocată mai târziu la Luvru. Există între cele două lucrări o asemănare evidentă, care nu se poate explica prin intermediul coincidenței și nici printr-o apropiere a unui fel de a fi asemănător între cei doi artiști.
Această sculptură, este prima din sculptura românească care a fost preocupată până acum de reflectarea de fizionomii inexpresive și calme, în care se pune problema redării unui sentiment profund. Este prima lucrare care se abandonează total privitorului, fără ca să neglijeze niciuna din calitățile de expresie. Ea este frumoasă de oriunde este privită. Statuia lui Valbudea se adresează simultan simțului tactil și a celui vizual.
A fost realizat impecabil jocul de lumină care pune în valoare modelarea fină a celor mai nesemnificative detalii, ele resimțindu-se de către niște degete pasive ale privitorului. De asemenea, au fost realizate admirabil și valorile vizuale de contrast, aplicate pe spații largi. Echilibrul materiei, evidențierea părților fără ca întregul să fie afectat, liniile de forță, volumul, și tot ce ține de tehnica de execuție, concurează la materializarea emoției omenești de groază, de compătimire și silă, toate adunate în fața acestui personaj nefericit. Ion Frunzetti a făcut această analiză estetică având la dispoziție varianta din gips a statuii. De aceea, el a menționat că acest tip de material afectează cel mai adesea lucrarea, chiar contrafăcând aspectul inițial conceput de către artist. Privind fotografiile statuii Mihai Nebunul publicate de el în anul 1940, el a precizat că, și așa se poate observa, chiar dacă gipsul este murdar, extrema îndemânare a modelării, artistul reușind ca prin exagerarea  reliefului să sporească efectul vizual, dând exemplu fruntea personajului. Valbudea a reușit să coordoneze detaliile în beneficiul impresiei globale astfel încât, și crisparea degetelor de la picioare sau relieful vinelor au ajuns să exprime efortul.
Statuia Mihai Nebunul reflectă durerea simplă și pură, care este mută, statică și pasivă. Este în sine, o lipsă a unui sentiment al plăcerii. Durerea în revoltă afișată, ilustrează ceva din dinamismul tipic al lui Prometeu din vechea Eladă. Lucrarea atinge pretenția profundă de libertate de care este caracterizat spiritul uman, conștient și neresemnat. Cum spiritul este libertate, așa și libertatea înseamnă revoltă. Urletul lui Mihai Nebunul cheamă întreaga structură umană să participe. De aceea Barbu Delavrancea a afirmat cu o oarecare timiditate că Ștefan Ionescu-Valbudea este apropiat cu această capodoperă de Mihai Eminescu. Dramatismul lui Valbudea oferă corespondentul lirismului lui Eminescu în artă.

Originalul modelat în gips patinat clasat la categoria Tezaur
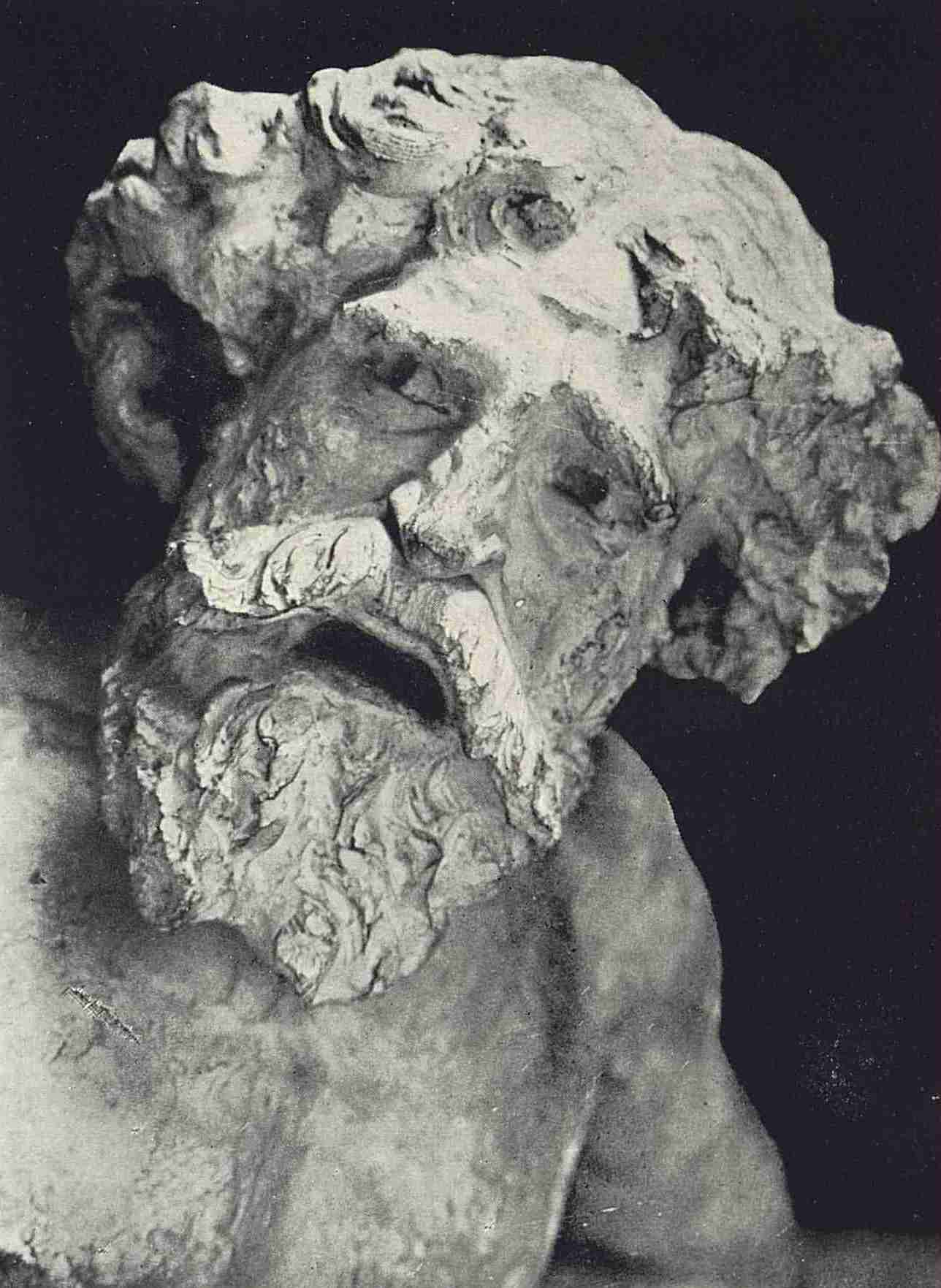
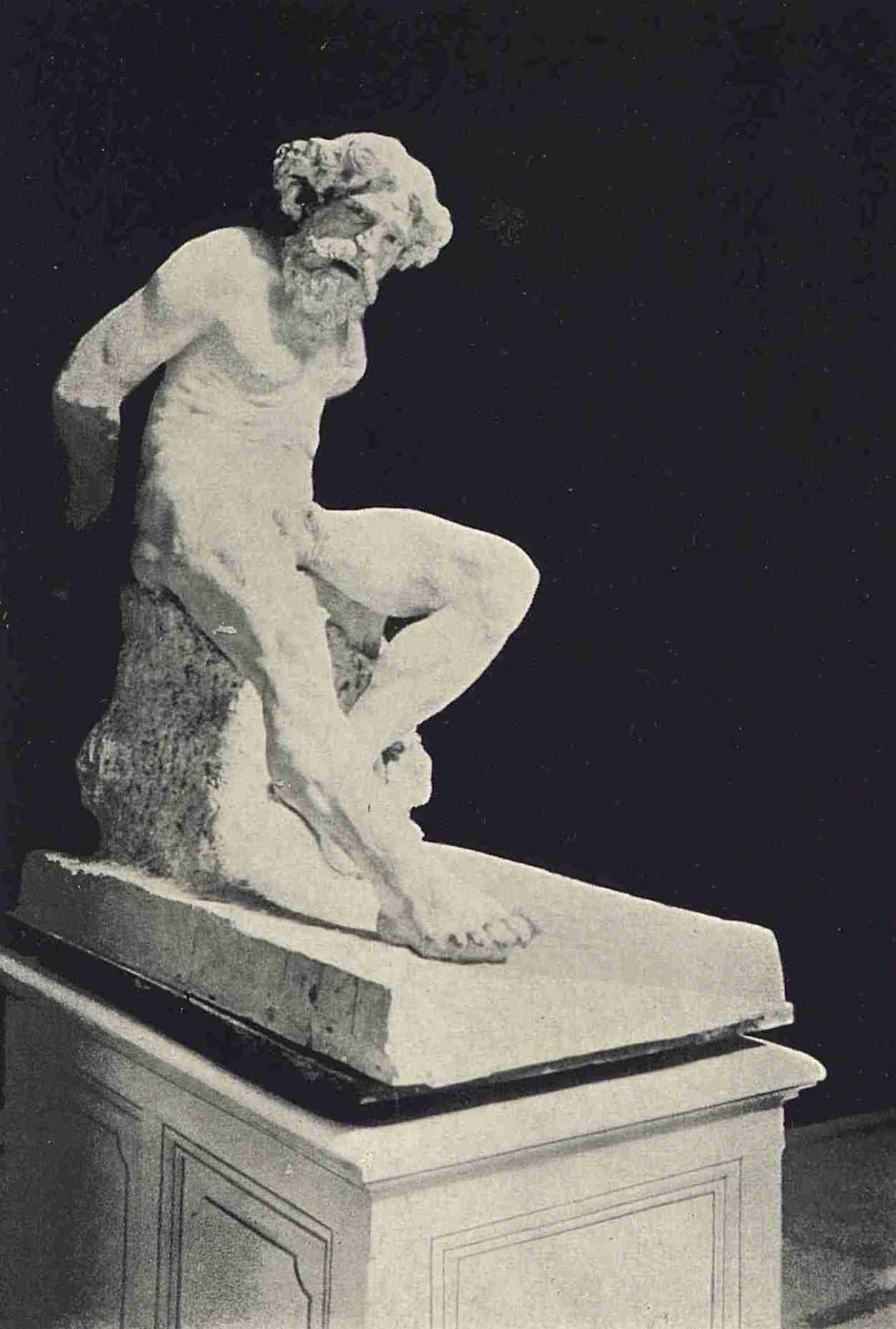
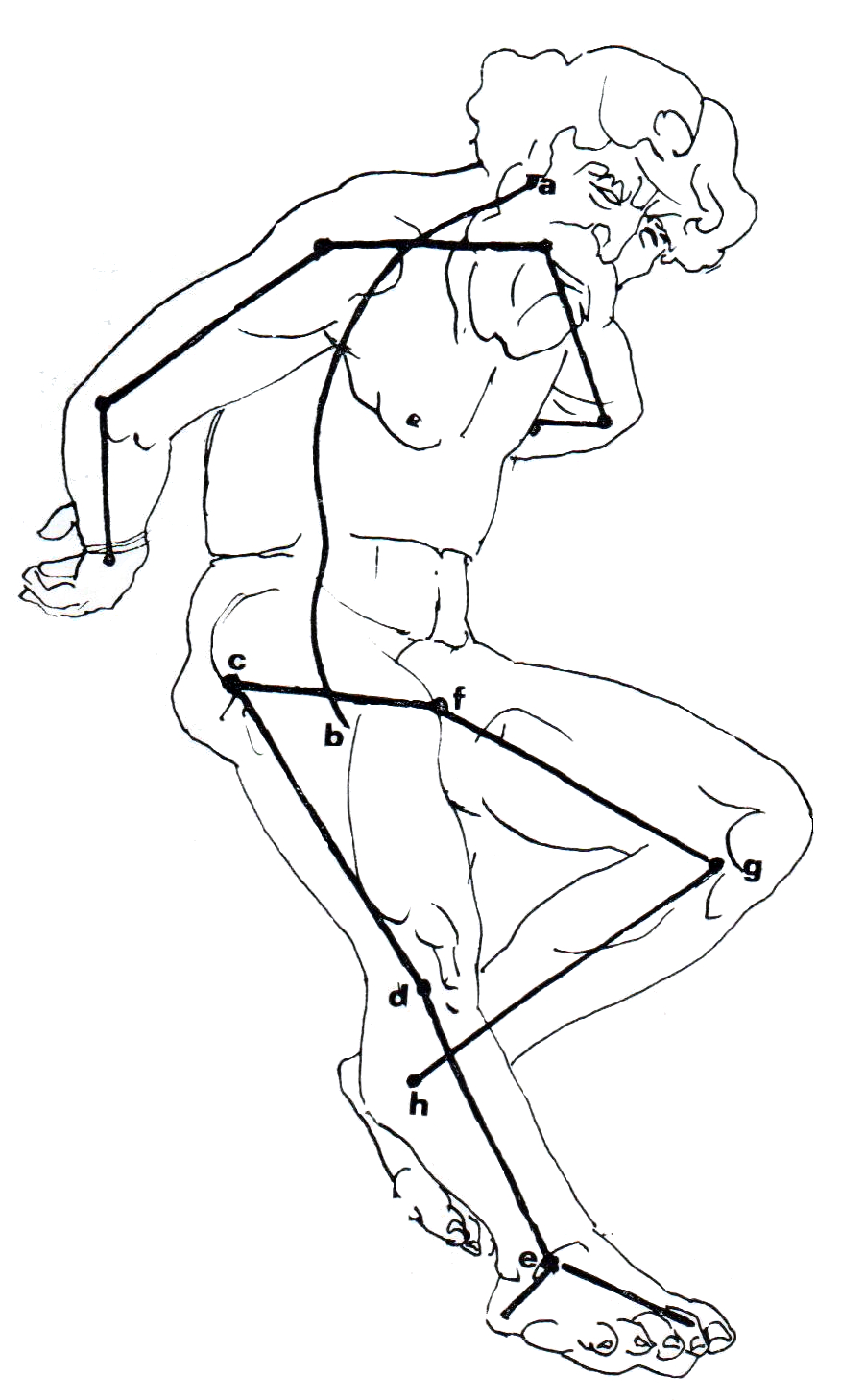
Schemă compozițională
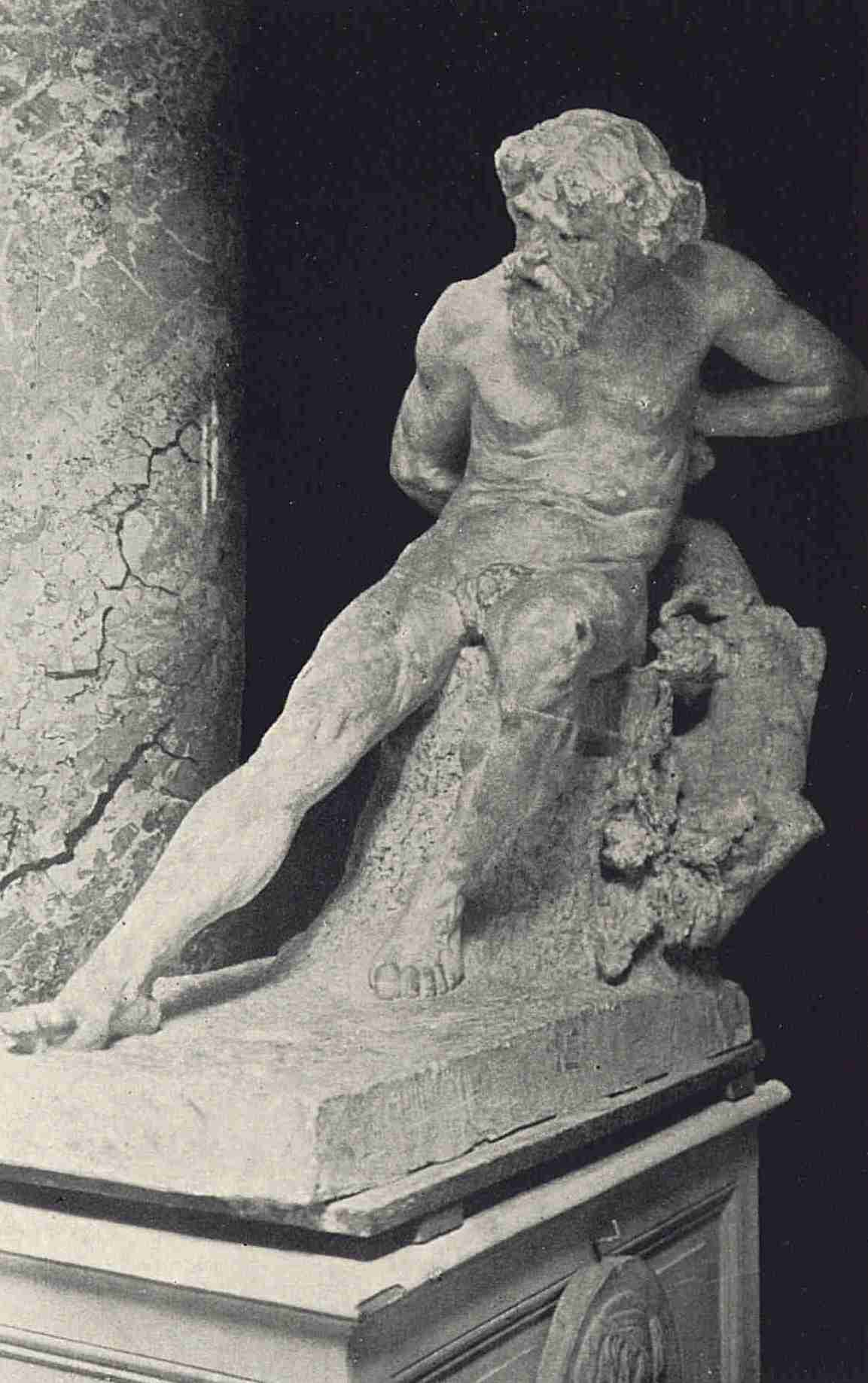
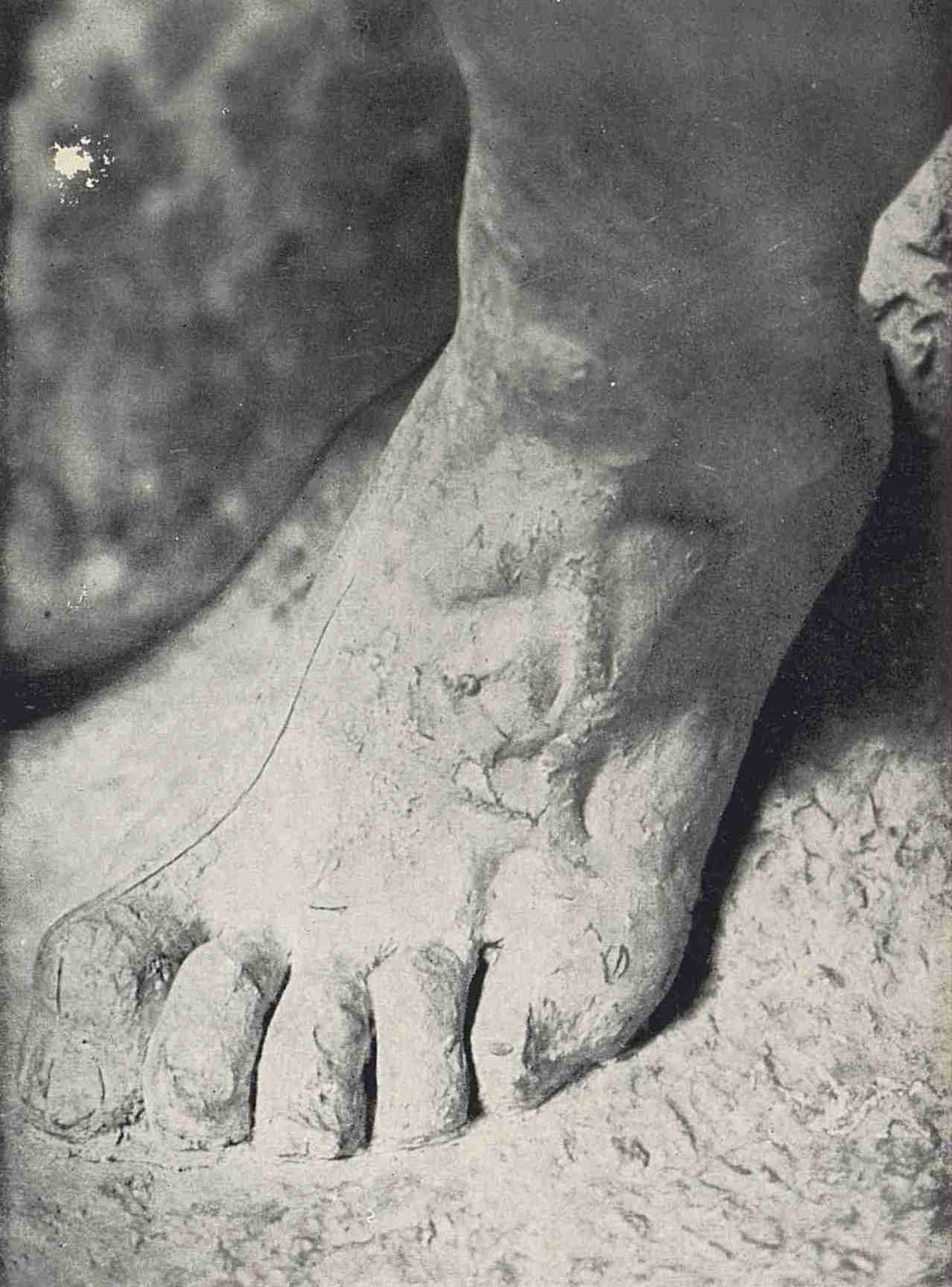
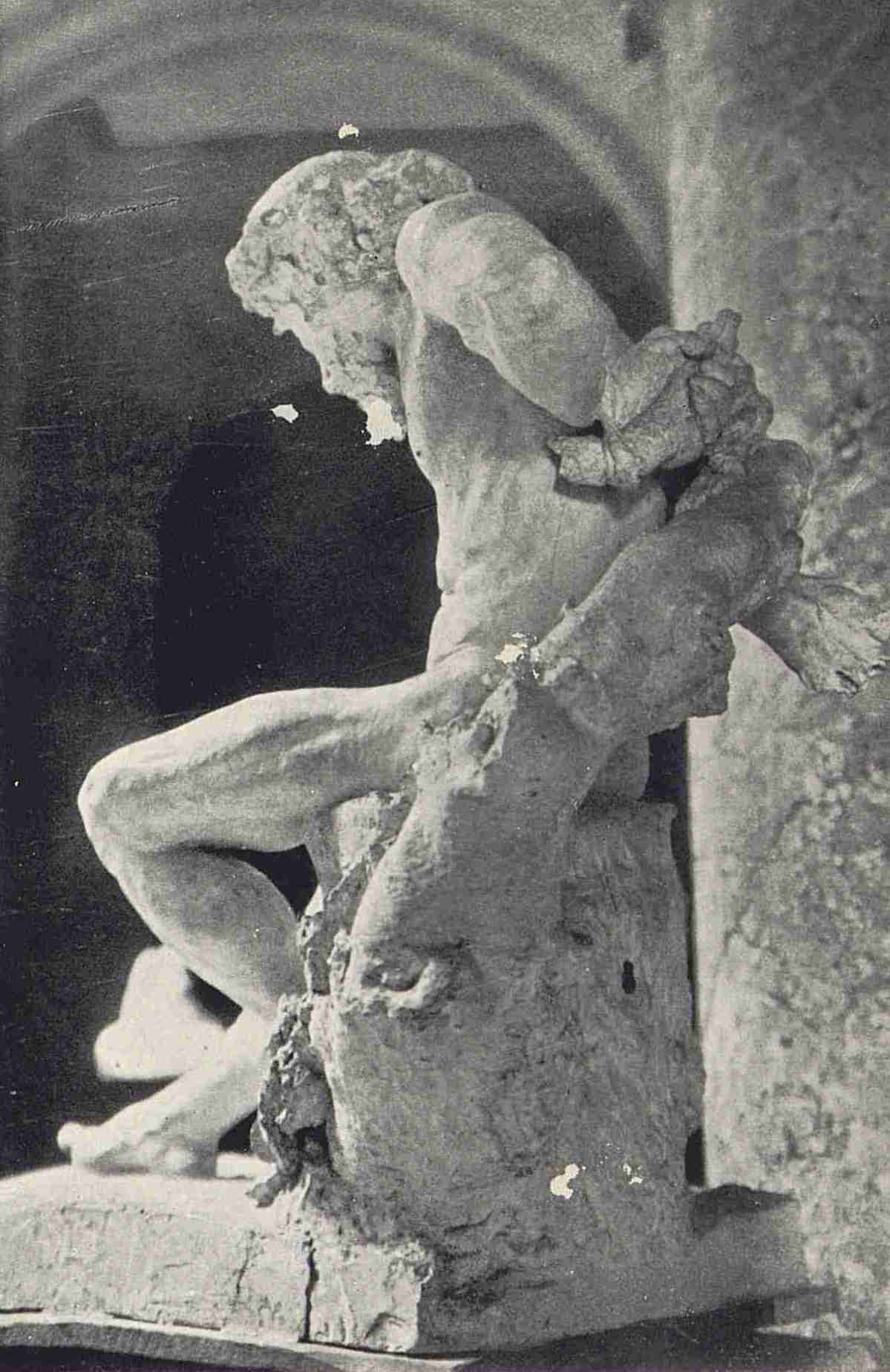

### Speriatul
Statuia Speriatul, este apropiată ca stil și mod de abordare de cea intitulată Mihai Nebunul.. Ea este o operă din prima sa fază de creație. După gipsul original, transferat muzeului de la Pinacoteca Statului în 1950, s-a turnat în 1961, o copie în bronz la Combinatul Fondului Plastic din București (inv. 66432/1342). Lucrarea originală, modelată în gips patinat se află clasată la categoria Tezaur cu nr. inv. 6714/68. Picioarele au o mișcare clară de retragere, umerii suferă de o altă oblicitate, întreg corpul relevă o zbatere hipnotică, iar imperiul groazei tresare prin ochii ațintiți și gura căscată, aproape se simt buzele cum tremură. Vârsta modelului este incertă și pilozitățile lipsesc cu desăvârșire. Întreaga atitudine a trupului, nu cere imperios mijloace diferite de exprimare față de Mihai Nebunul și întruchiparea spaimei, este înfățișată cerând privitorului o intensitate redusă sufletească.
În lucrarea Speriatul, cauza emoției este imanentă. ea regăsindu-se în realitatea lumii reale, în prezența unui șarpe sau a oricărei alte primejdii externe. Prin comparație, în Mihai Nebunul, emoția este înrădăcinată în subconștient, în transcendent, în lumea de dincolo. Furia lui Mihai Nebunul este cea a unui posedat de duhuri, pe când în Speriatul apare mai mult ca o preocupare spre dramatic.

### Femeie odihnindu-se

Ștefan Ionescu-Valbudea - Sculptură reprezentativă - Femeie odihnindu-se din curtea Palatului Regal din București (1961)
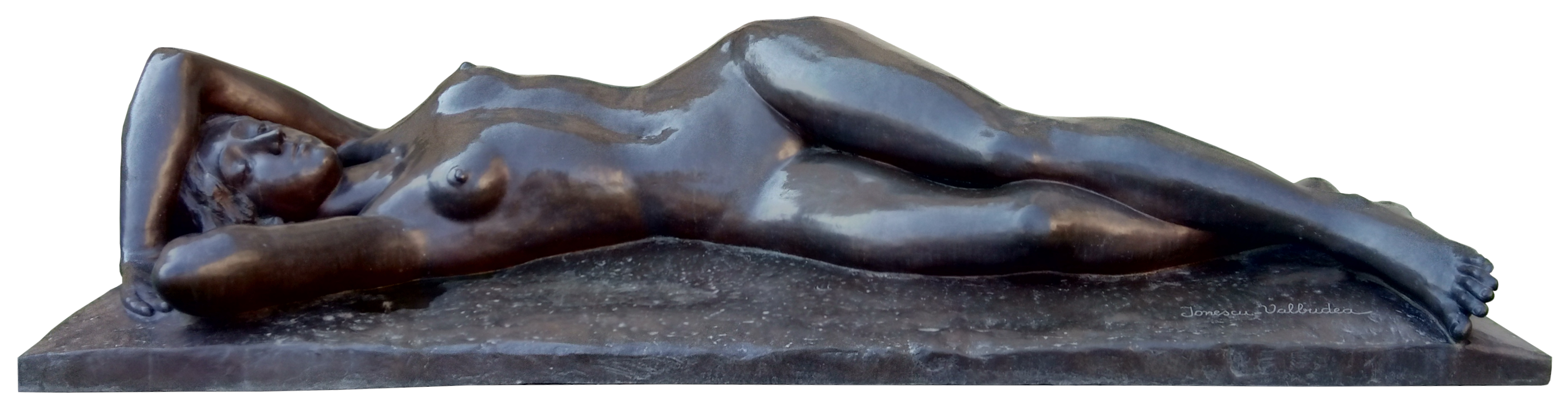
clasat nr. 2510/24.01.2003 - Tezaur

Nudul de femeie, ca subiect plastic, începe să-l preocupe pe artist în Italia, unde se afla la studii în anii 1885-1887. Lucrarea originală a fost modelată în gips și a purtat de-a lungul timpului mai multe nume - Nud de femeie, Femeie odihnindu-se, Femeie adormită sau Femeie culcată. Formele armonioase, o adâncire a tehnicii prin virtuozitatea cizelării, grația și proporția, sunt atributele acestei lucrări, achiziționată de Pinacoteca Statului în 1893. După original, în 1961 s-a turnat la Turnătoria Fondului Plastic din București o copie în bronz (inv.66434/1344). Semnat față dreapta, pe plintă: Ionescu Valbudea. Nedatat.
Nudul este cizelat remarcabil, el neavând nimic de-a face cu statismul grațios al sculpturilor de acest gen. Personajul feminin, se află într-o așteptare impusă de nemișcarea temporară a brațelor adunate sub cap, a șoldurilor cu axa perpendiculară pe planul toracelui și a picioarelor încrucișate. Este ceva romantic în spiritul lui Valbudea, care-l oprește să accepte aspectele stabile sau definitive ale lucrurilor.

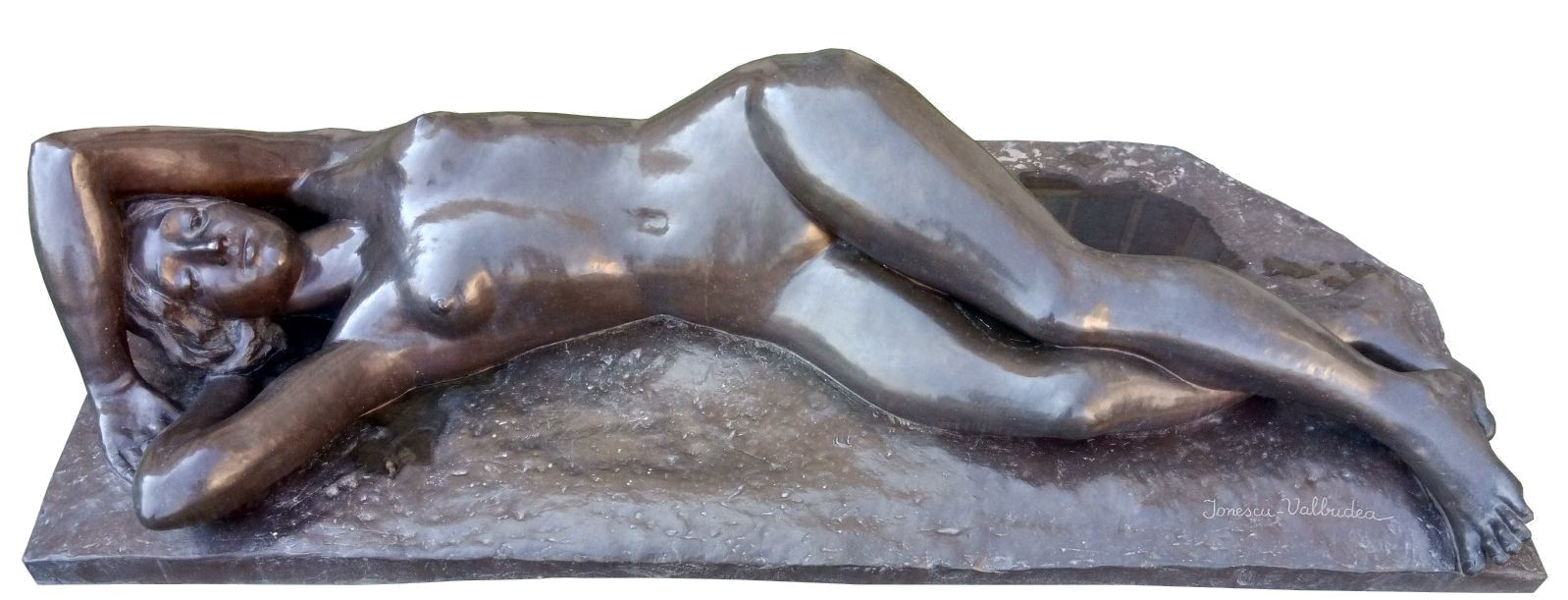
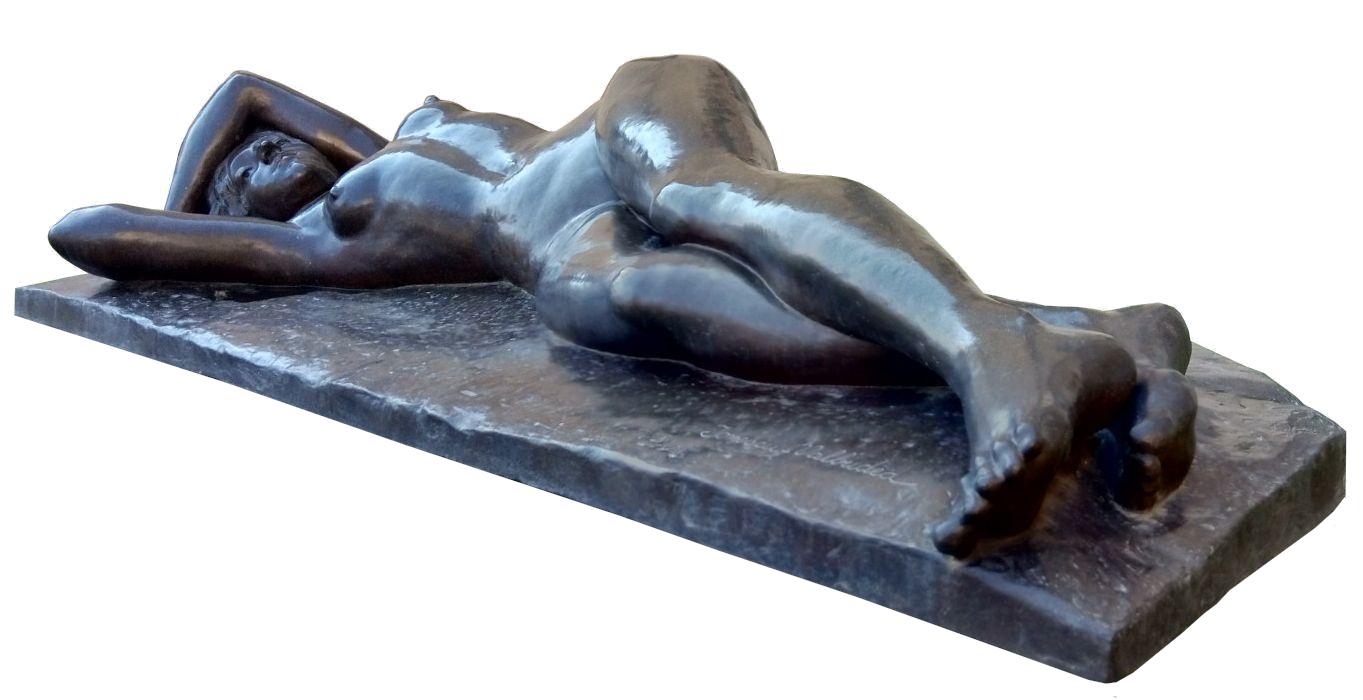

### Copil dormind

Ștefan Ionescu-Valbudea - Sculptură reprezentativă - Copil dormind de la Muzeul Național de Artă al României din București
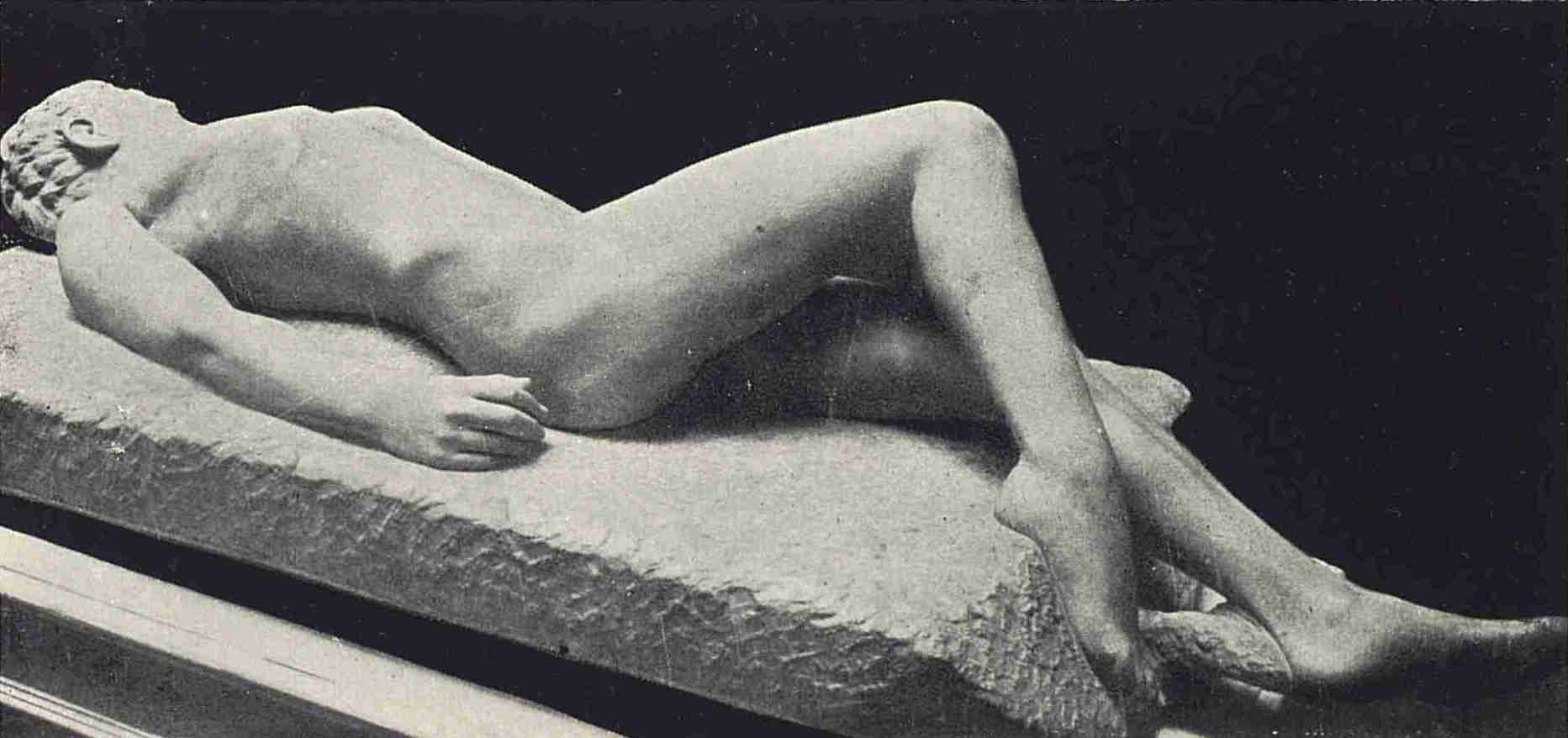
clasat nr. 2510/24.01.2003 - Tezaur
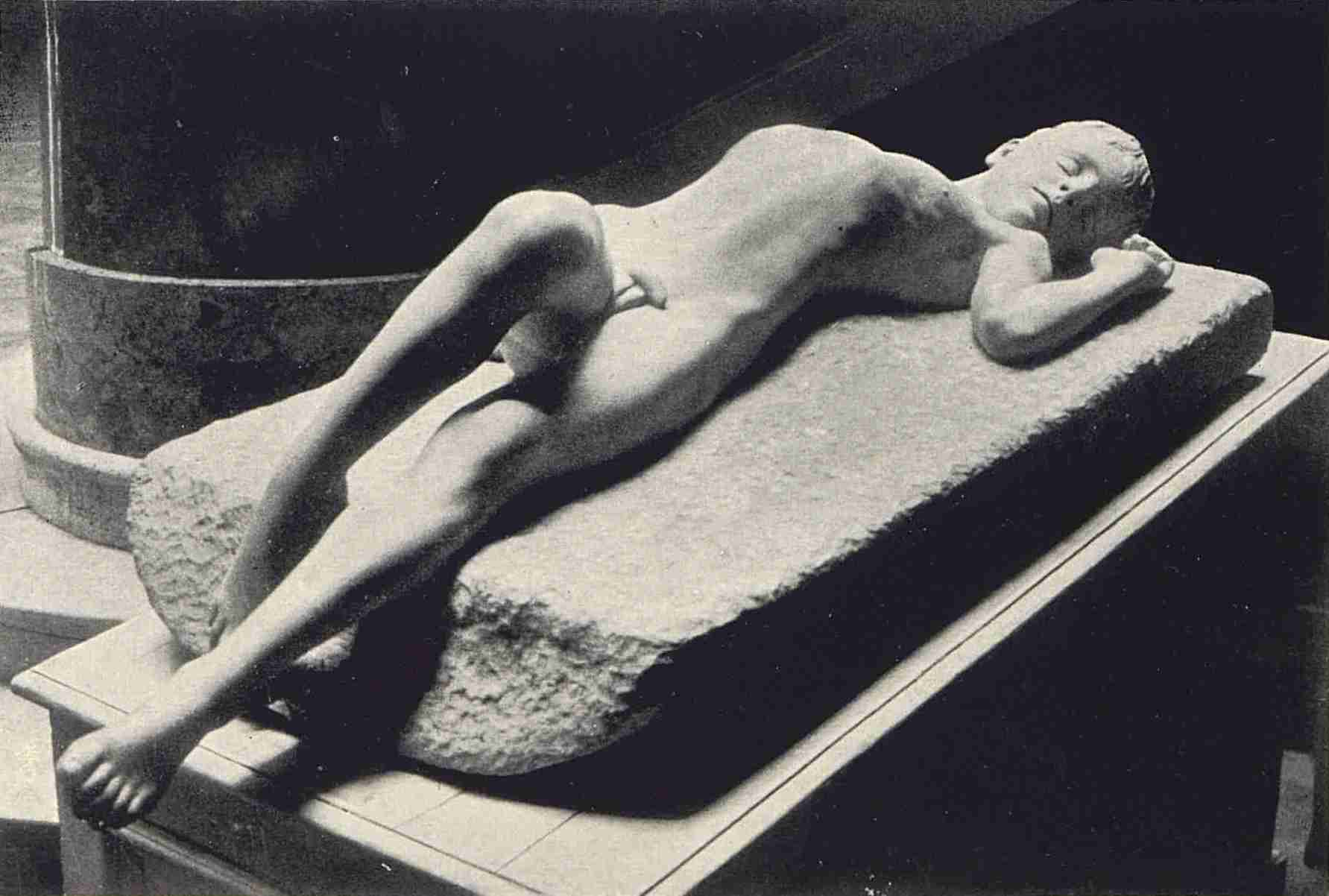

Copil dormind, cunoscut și sub numele de După baie, este o sculptură caracterizată de un patetism mai puțin accentuat, fapt care-i conferă un aspect mai demn și mai stăpânit. Interiorizarea personajului se află la apogeu, sculptura concurând cu Sfinxul lui Paciurea, dar cu mijloace diferite. Cu toate că Paciurea a fost un elev al lui frederic Storck, el se înrudește cu Valbudea. Barbu Ștefănescu Delavrancea a precizat „... copilul care doarme este o pagină din melancolia omului care suferă și își petrece în visuri, suferințele de care a voit să scape prin somn.”

### Alegoriile Mercur și Vulcan

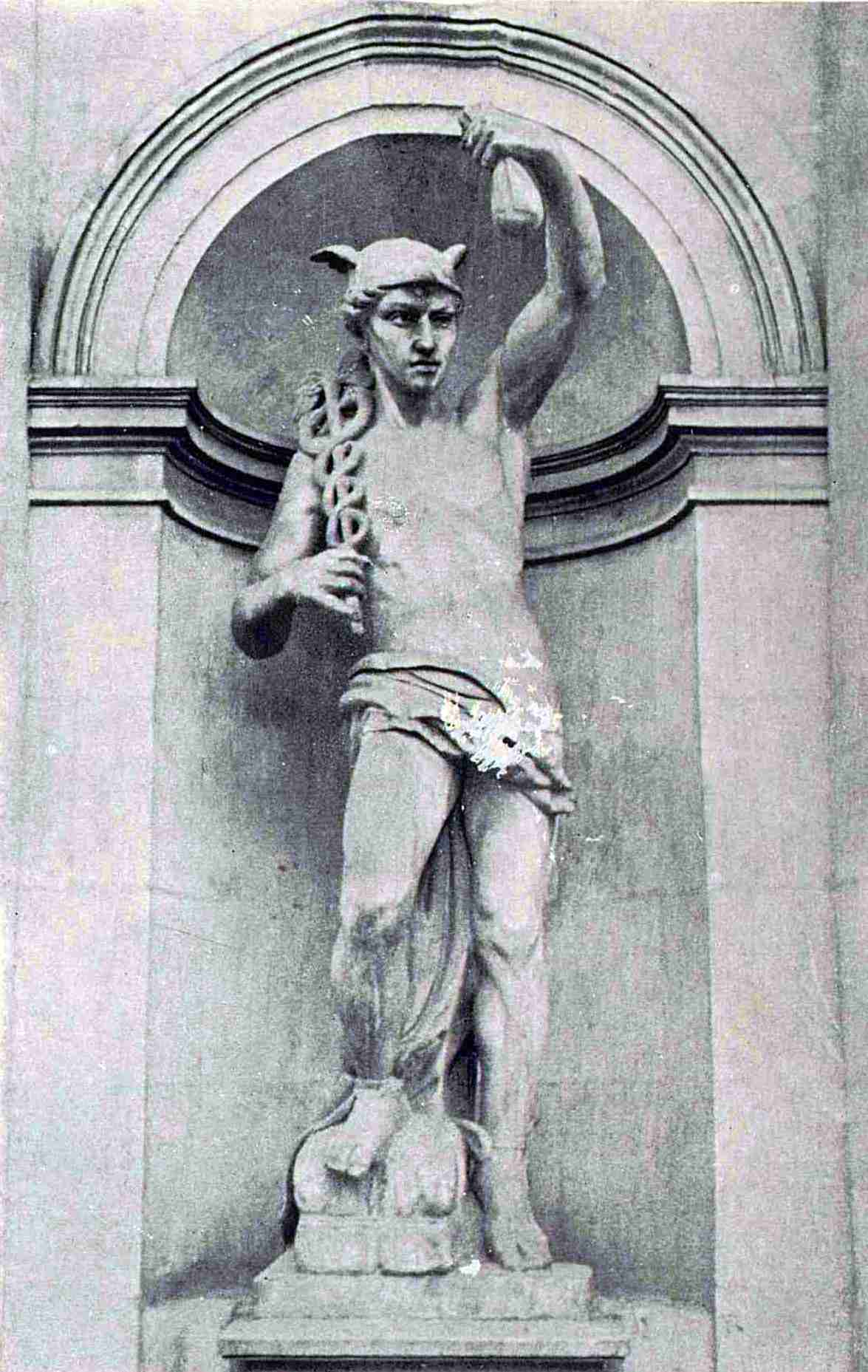
Mercur

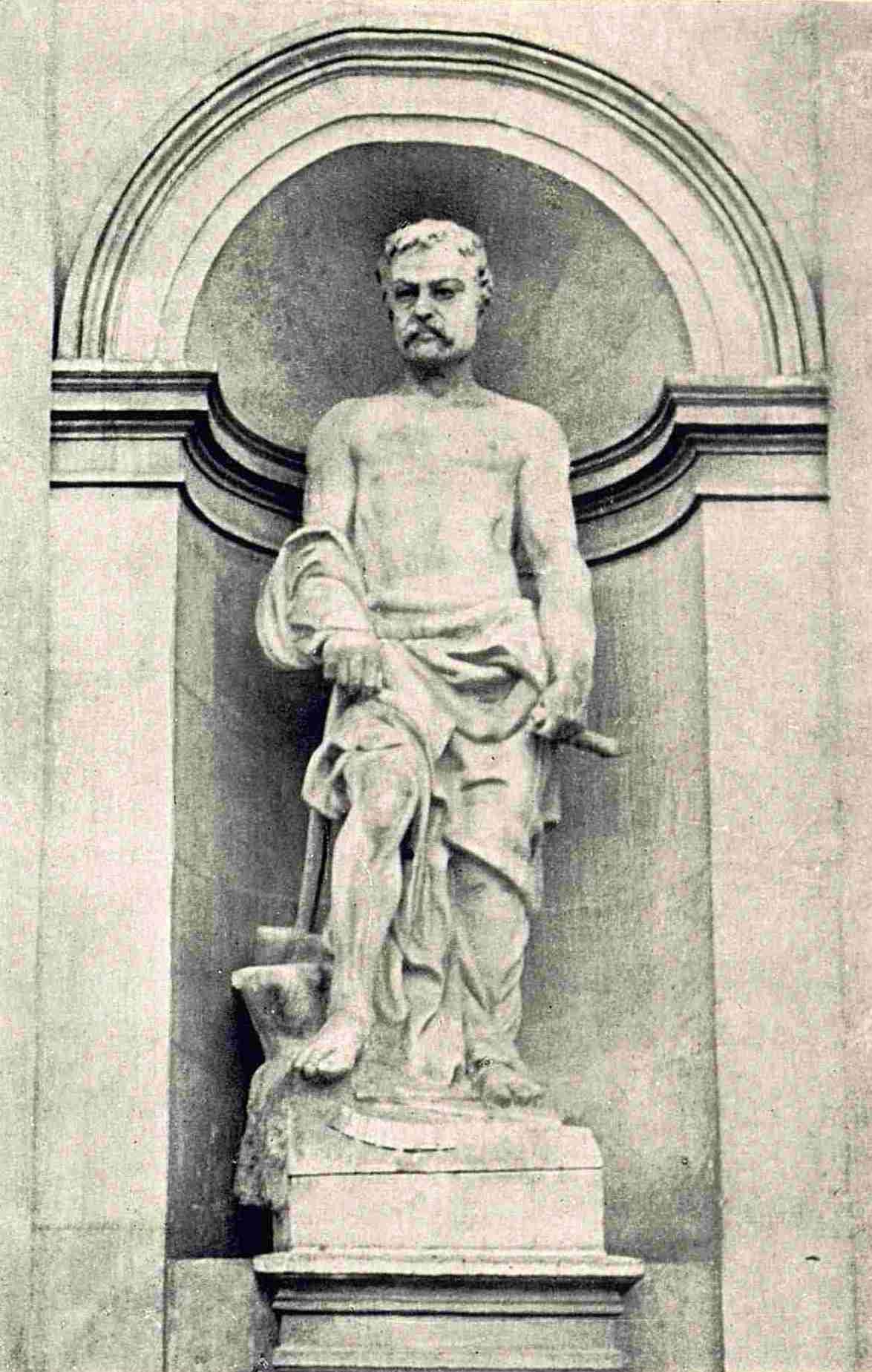
Vulcan

Ștefan Ionescu-Valbudea a realizat și patru statui alegorice, două, Mercur și Mecanica pentru fațada Poștei Române, astăzi Muzeul Național de Istorie al României, și Mercur și Vulcan pentru fațada Băncii Naționale a României. Niciuna dintre cele patru statui, dacă nu ar fi fost celelalte lucrări care l-au consacrat în sculptura românească, nu ar fi făcut din Valbudea ceea ce este acum pentru posteritate. Mercur de la Poștă nu are nicio agilitate, cu excepția caduceului, nimic din ce arată nu l-ar face în mod obișnuit un curier mitologic. Picioarele le avea cam scurte, poate din cauza perspectivei a fost de părere Frunzetti, statuia fiind pusă foarte sus pe fațadă, iar corpul era prea caracteristic unui adolescent. Mai reușit, i-a părut lui Frunzetti Mercur - ul așezat pe fațada Băncii Naționale, vecin cu firida lui Vulcan. Cu toate că nu există vreo mențiune documentară că statuia lui Vulcan ar fi fost realizată de Valbudea, modul cum a fost executată, modelajul membrelor, mișcarea,  atitudinea întreagă, l-a făcut să creadă că este opera lui Valbudea. Însă, Vulcan de la Bancă are și el defectele celui de la Poștă - este scund, convențional prin faptul că ține în mâna dreaptă ciocanul sprijinit de o nicovală, este strâmt în umeri și strânge în mâna stângă un alt instrument ce nu poate fi identificat. Doar capul lui Vulcan merită o atenție deosebită - el pare a unui muncitor urban de sorginte galică. Are o mustață răsfrântă spre colțul gurii obosite. Expresia frunții și uitătura ochilor împrăștie în jur multă forță.
Alegoria Mecanica de la Poștă este inexpresivă și dor faptul că ține cu o mână o roată simbolizează Mecanica. Numele public al ei a fost Femeia cu roata în mână. În dreapta ei se află o menghină. Dacă nu s-ar fi dorit să poarte un nume ca Mecanica, statuia ar fi fost o bună lucrare de atelier pe care nici Falguiere nu s-ar fi achitat mai bine. În niciuna din operele alegorice, Valbudea nu se regăsește cu adevărat, ci doar parțial. Impetuozitatea lui plină de neliniști nu s-a împăcat prea bine cu o astfel de tematică impusă, care implică mult conformism și platitudine. Cu plusurile și scăderile lor, aceste alegorii se deosebesc, spune Frunzetti, de statuile similare realizate de Storck sau alții, toate fiind convenționale și reci.
Statuile de la Poșta Română au fost distruse ca urmare a cutremului din anul 1940.

### Lista lucrărilor
Conform analizelor pe care le-a făcut Ion Frunzetti, a rezultat că opera lui Ștefan Ionescu-Valbudea este mult mai vastă decât ce au putut determina cercetătorii. Opera era răspândită la nivelul anului 1940 după cum urmează:
| La Ateneul Român - Mihai Nebunul (gips) - Copilul dormind (marmură) - Femeie odihnindu-se (gips) - Fetița lui P. Grădișteanu (bust de marmură) - Speriatul (gips) - Învingătorul (gips patinat) Neidentificate - Zoe Sturza, un exemplar la Ateneu (dispărut), un exemplar la Al. Sturdza - Veronica Micle (Ion Frunzetti a precizat că a analizat bustul din gips care era la Cota 4, alături de creionul 33, și i s-a părut că ar exista o asemănare cu trăsăturile Veronicăi Micle. El a mai spus că nu există nicio dovadă documentară sau cel puțin orală care să confirme asemănarea amintită) La Banca Națională a României - Alegoria Vulcan (industria) (într-o firidă externă pe fațadă dreapta) - Alegoria Mercur (comețul) (într-o firidă externă pe fațadă stânga) - Teodor Ștefănescu înalt funcționar la Banca Națională Camera Deputaților - Bustul lui Mihail Kogălniceanu Poșta București (Muzeul Național de Istorie) - Alegoria Mercur (azi distrusă) - Alegoria Mecanica (femeia cu roata în mână) (azi distrusă) | Universitatea din Iași - Alegoria Știința (Fronton) La V. Bilciurescu - Cafegiul de la Ministerul de Finanțe La familia Titus Alexandrescu - Bustul lui Titus Alexandrescu La urmașii lui N. Kalinderu - Bustul lui N. Kalinderu La casa Monteoru - Una dintre femeile de la intrare Muzeul Al. Saint-Georges al Fundațiilor Regale - Bustul lui Ionescu-Gion (marmură) - Bustul lui Ion Zottu (ipsos) - Bustul Polixeniei I. Zottu, născută Amira (ipsos) Dispărute sau fără loc - Copilul la scăldat (? Fiorul apei) - Adam și Eva (basorelief) - Vittelius |

Ștefan Ionescu-Valbudea - Medalioane pe fațada Universității din Iași
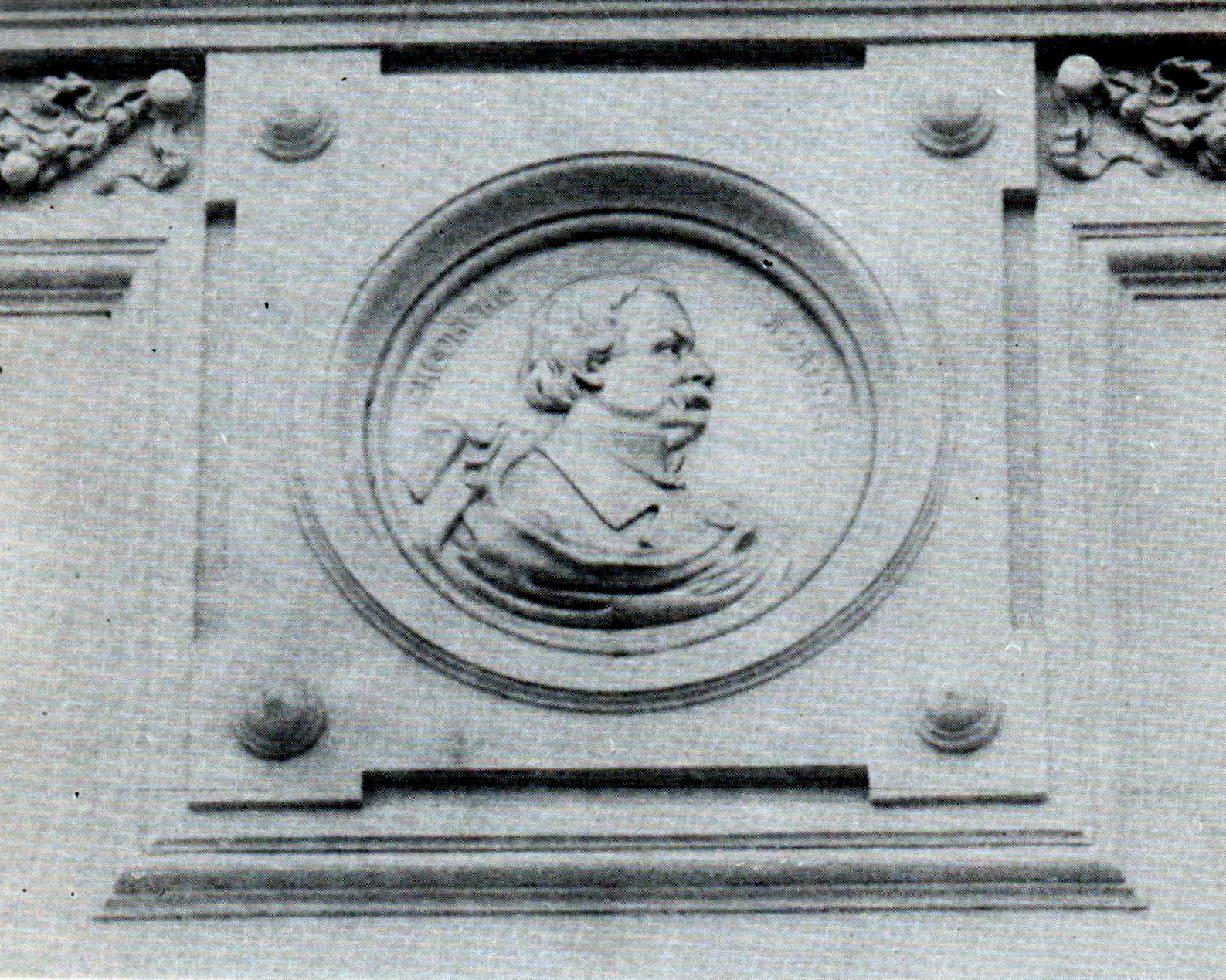
Gheorghe Asachi
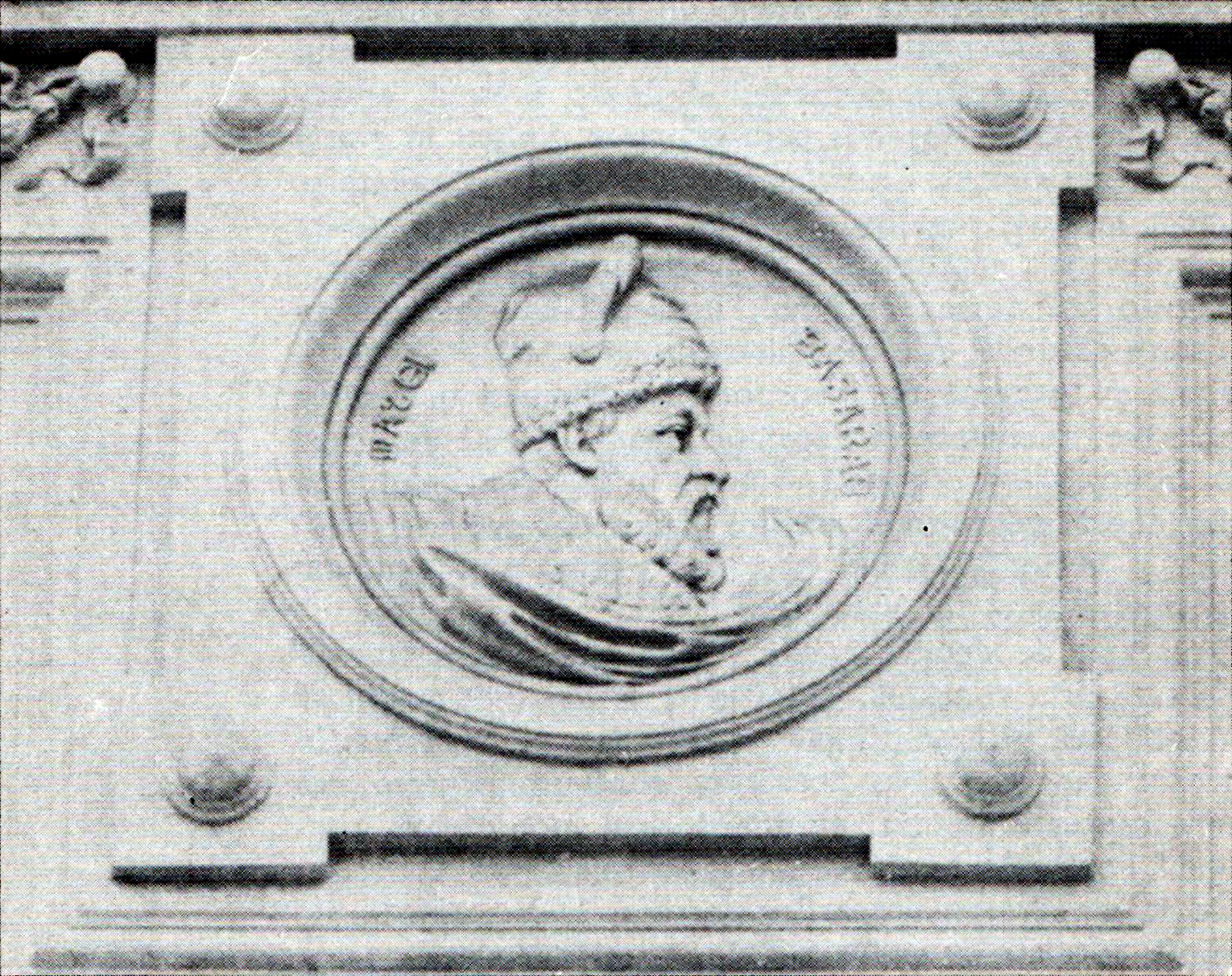
Matei Basarab
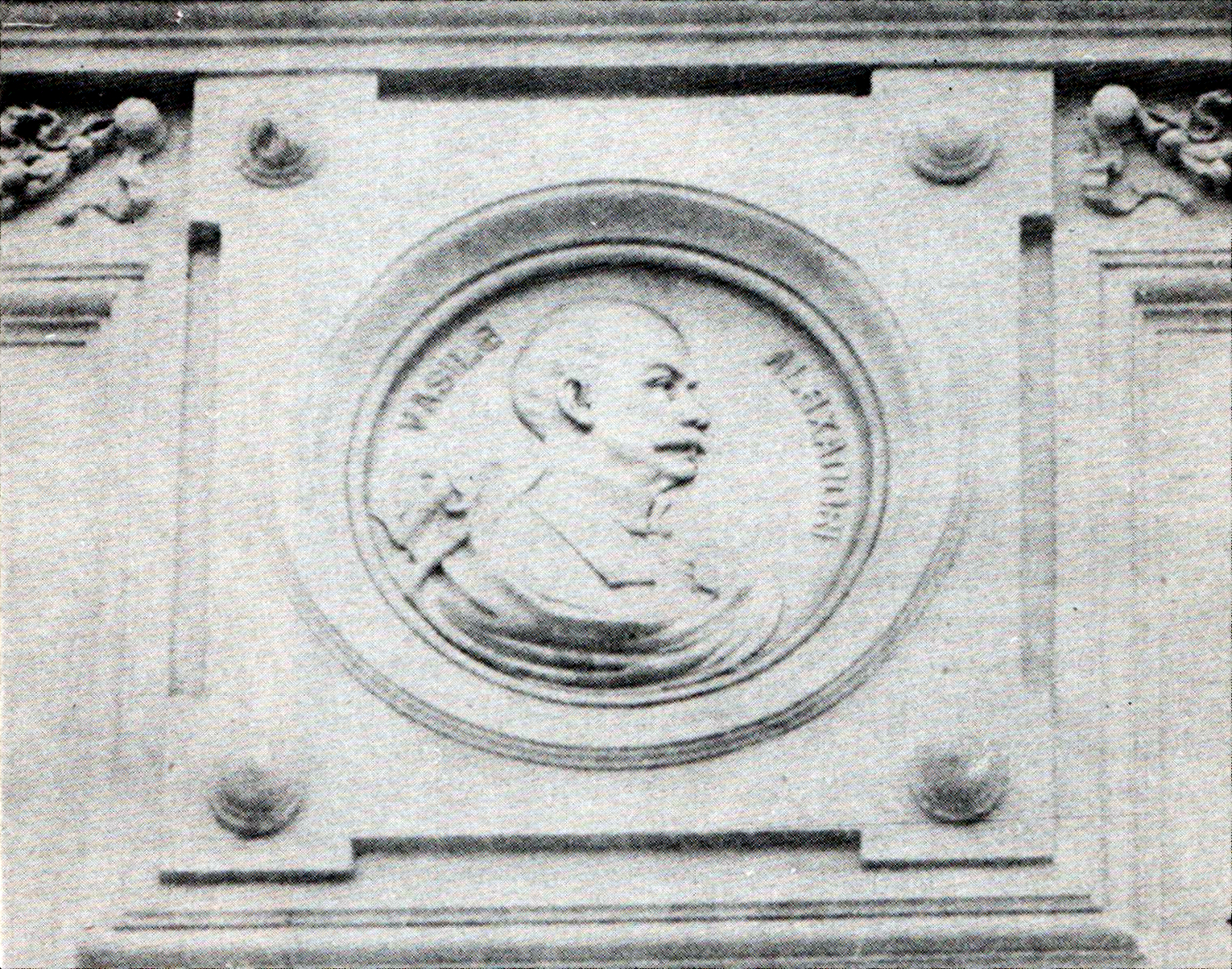
Vasile Alecsandri
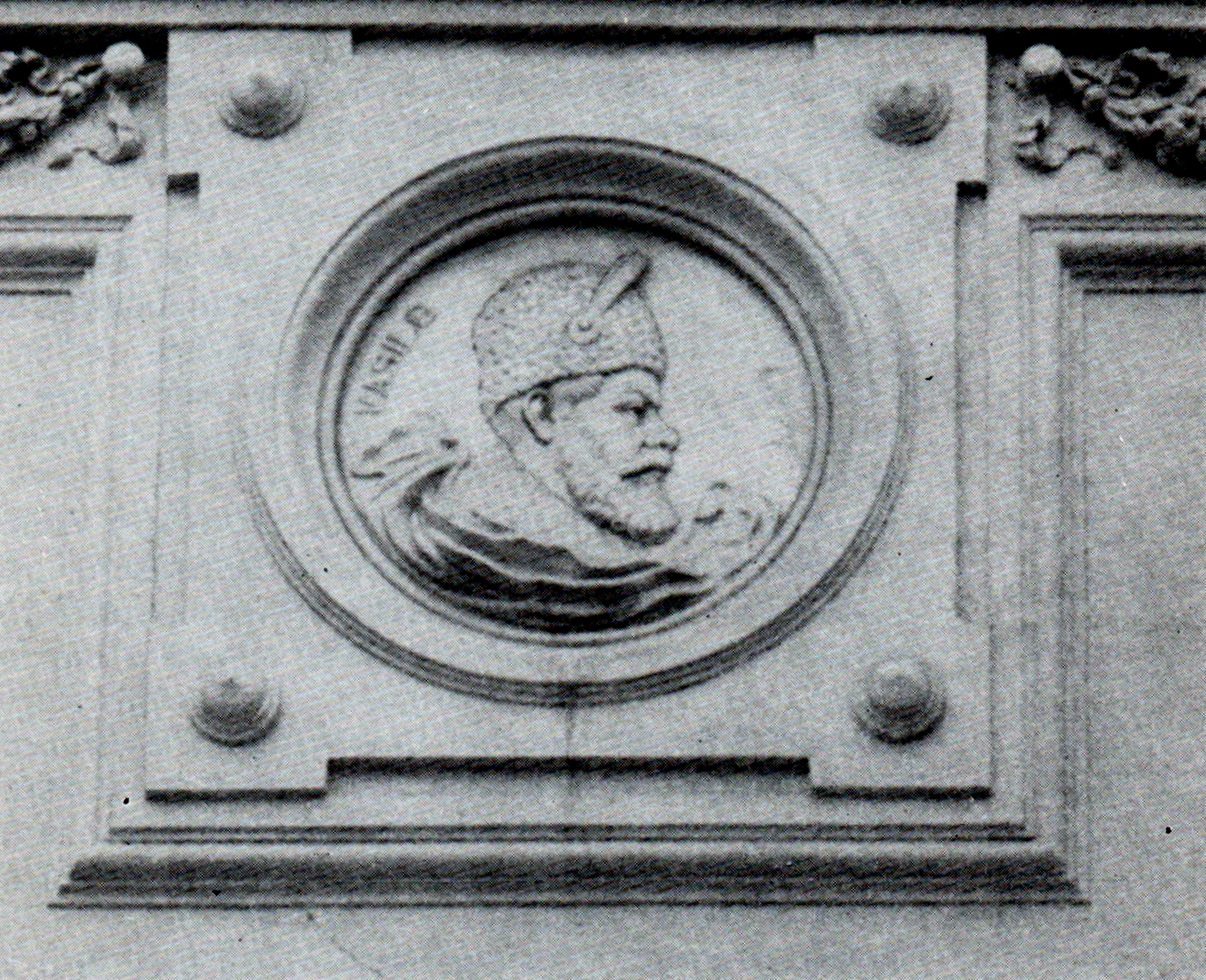
Vasile Lupu

### Galerie de imagini

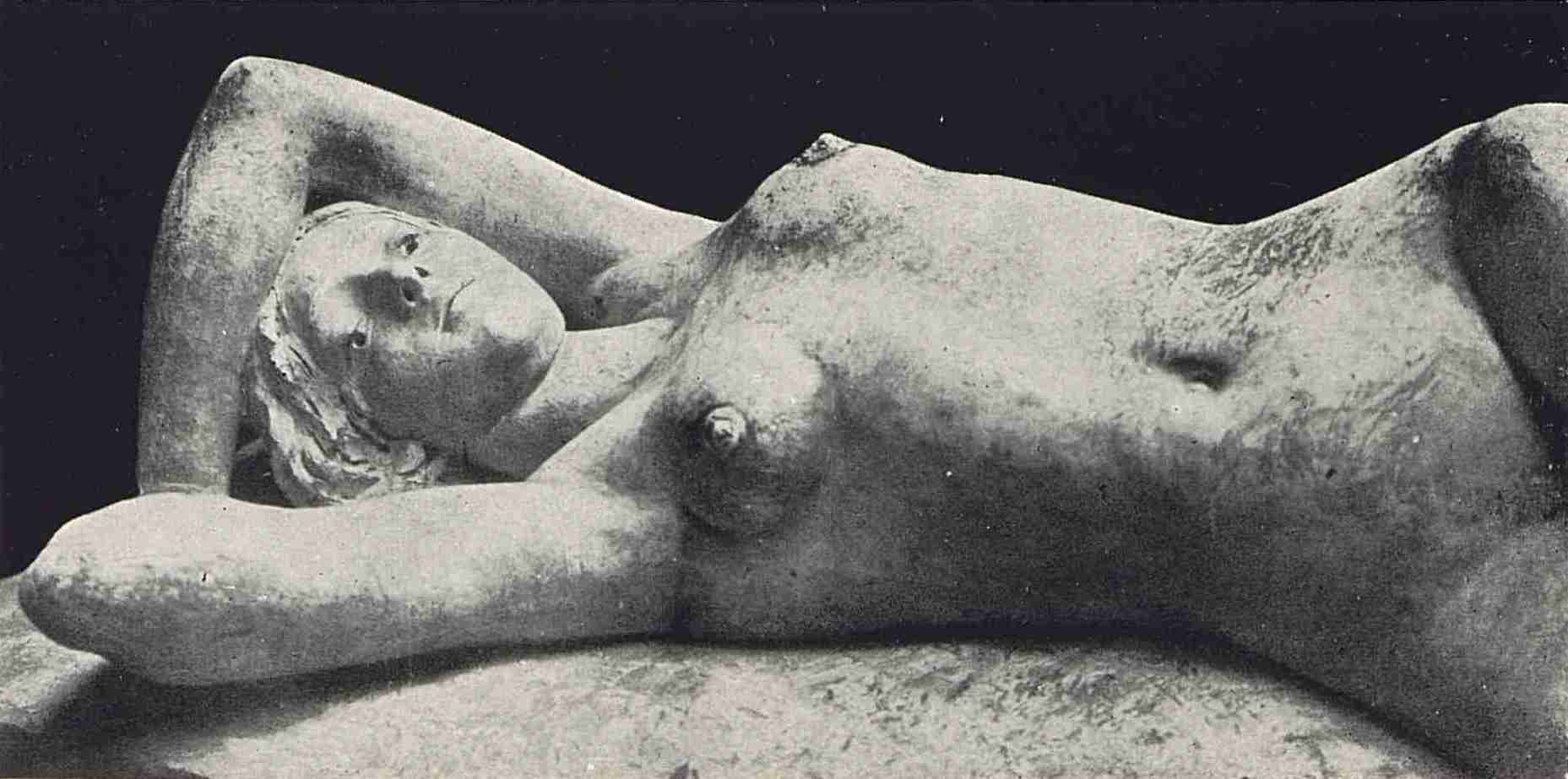
Femeie odihnindu-se
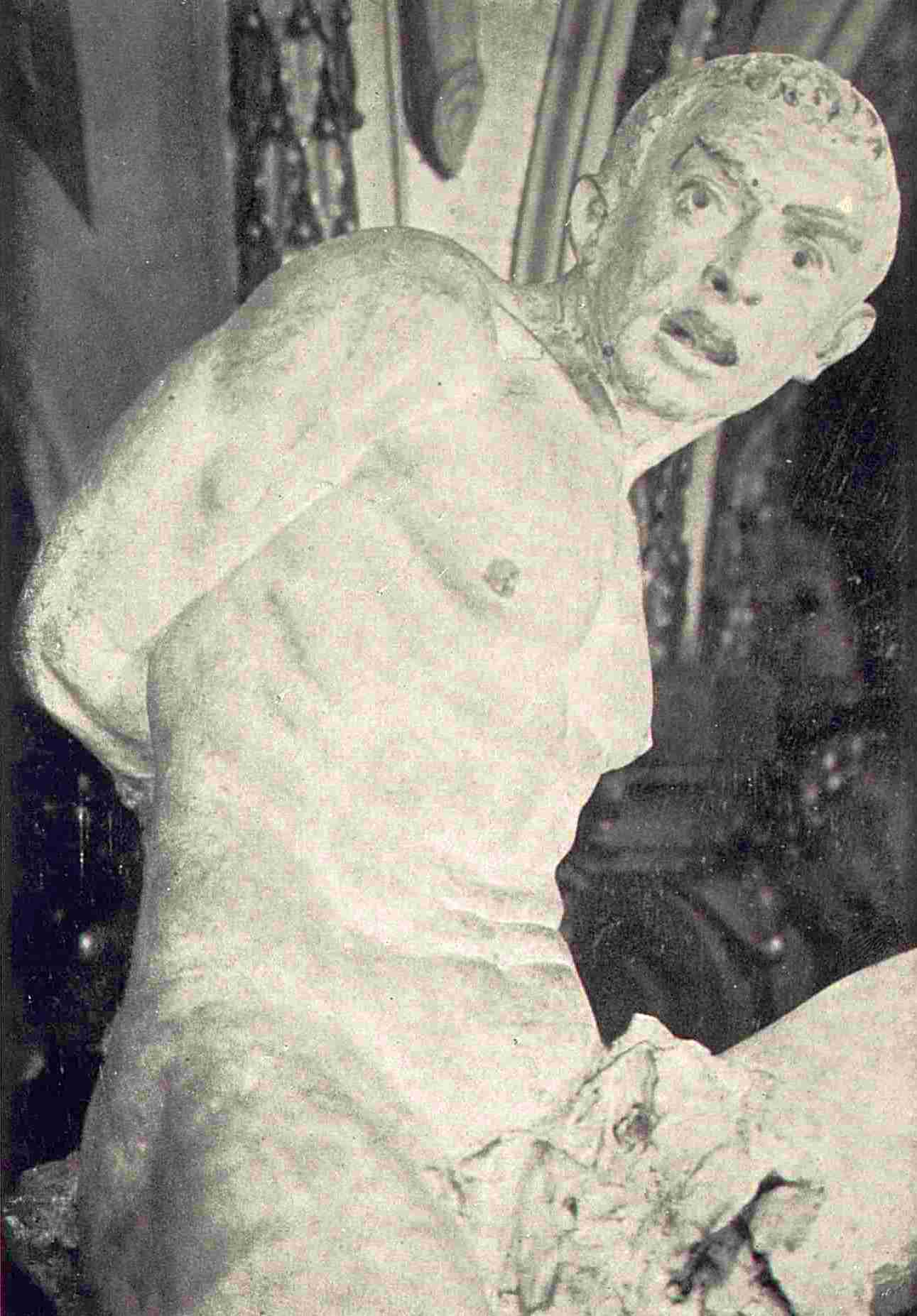
Speriatul (gips)
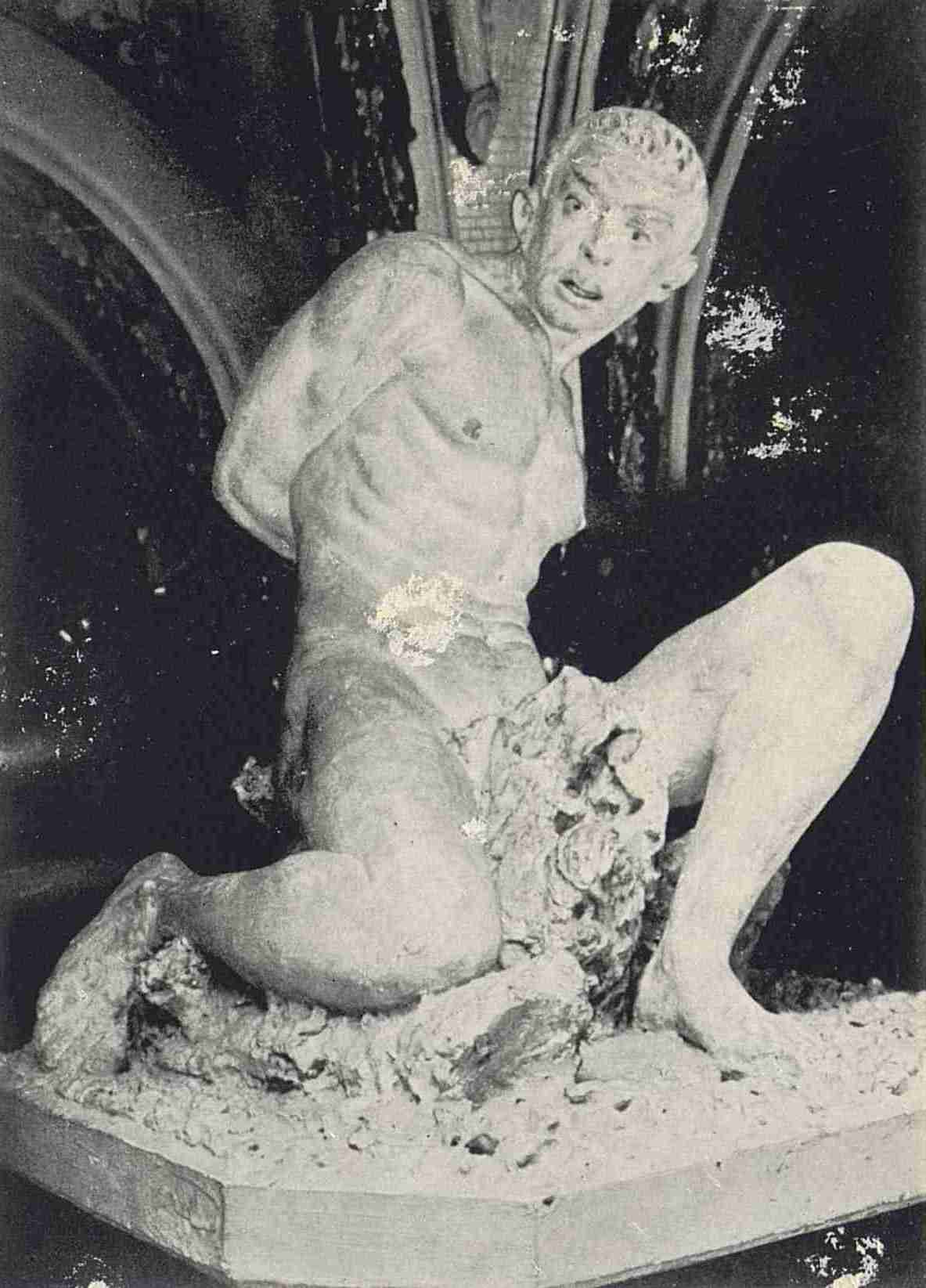
Speriatul
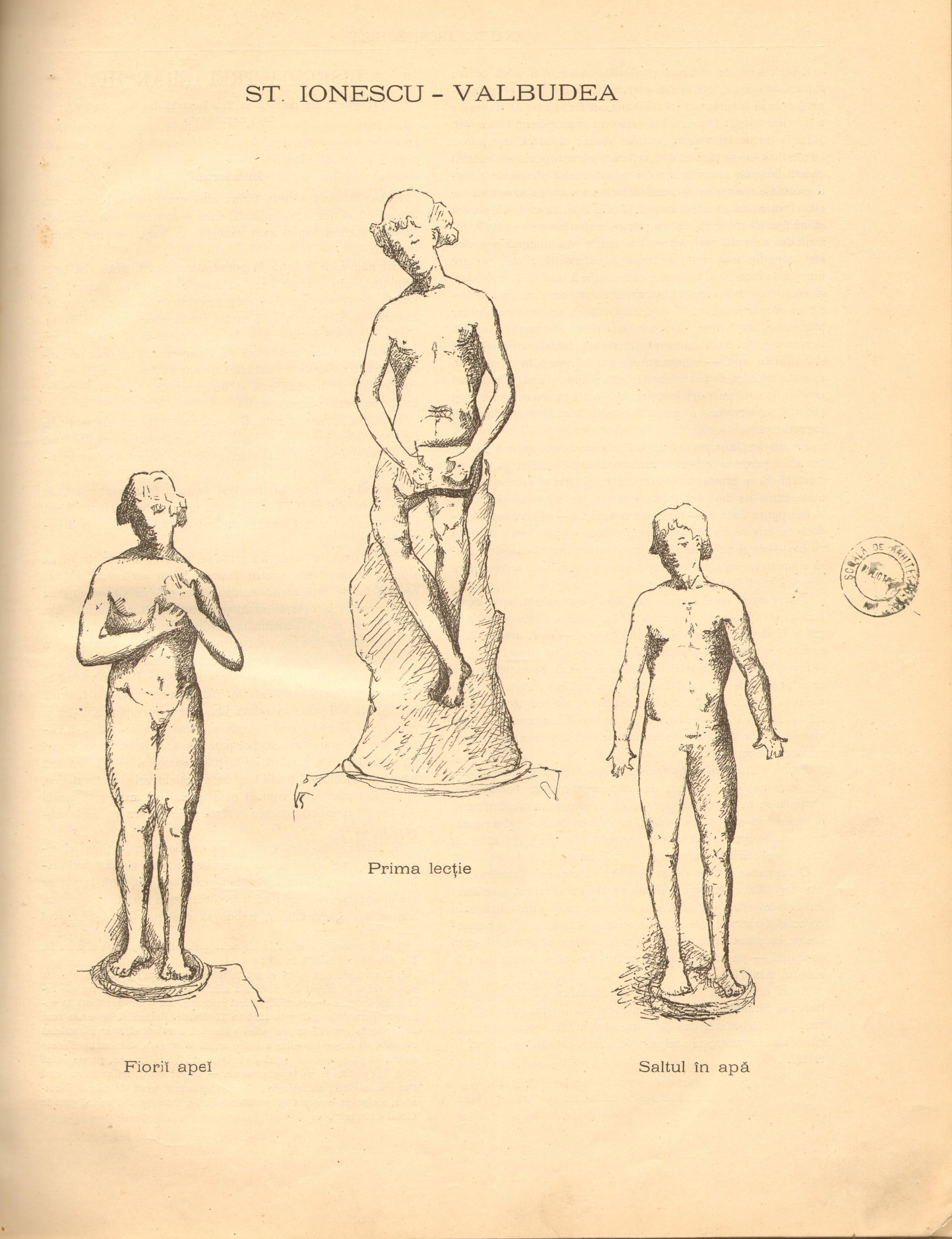
Prima lecție, Fiorii apei, Saltul în apă (desene)

## Controverse și incertitudini
- A Data nașterii artistului este învăluită de incertitudine dacă se compară informațiile furnizate de Dimitrie R. Rosetti cu Dovada de botez pe care a eliberat-o preotul Ștefan lui „Ștefan sin Ion din mahalaua Bisericii Eni [Enei, n.r]”.[10] Preotul Ștefan era duhovnicul din Mahalaua Dârvari care a atestat la Comisariatul Despărțirii a II-a din Culoarea de Galben că:[10]

Dovéda
„Sub-iscălitulu dau acestă iscălitură pentru Ștefan sin Ion din Mahalaoa Bisericii Eni că s-a botezatu de mine în anulu 1856 Augustu 27,
și pentru încredințare i amu datu acésta.”
(ss) Preot Ștefan Duhovnicu
Anulu 1870 septem. 8
din Mahalaoa Popa Dârvari
Actul acesta care certifică data nașterii i-a fost furnizat lui Ion Frunzetti de urmașii lui Valbudea pentru a realiza un studiu biografic. Dovada preotului Ștefan se află în contradicție cu un altul, furnizat tot de familie, din care rezultă că artistul s-ar fi născut în 25 februarie 1869, semnat de Marian V. Economu, Biserica Sfântul Vasile și legalizat de Primăria din București cu nr. 46419 în ziua de 9 august 1916. Frunzetti a precizat că acest certificat este unul absurd și pare a fi fost obținut în grabă pentru cine știe ce nevoi urgente le-ar fi avut sculptorul.
Un lucru cert este că familia artistului l-a declarat mort la vârsta de 62 de ani, fapt care confirmă Dovéda preotului Ștefan pentru că Valbudea a decedat în anul 1918. Ipoteza mai este confirmată de un act de vaccinare care printr-un hazard al capriciului s-a păstrat. El spune că „... Subscrisul medic vaccinator al comunei Bucuresci, adeverează printr-acésta că Ionescu Ștefan din această comună, suburbiul Scaune, strada Polonă Nr. casei 5, în etate de 12 ani, este vaccinat etc... Anul 1868 luna August 15.” Dacă în anul 1868 Valbudea avea 12 ani, înseamnă că se născuse în 1856. O dată de naștere eronată, 1859, a dat și Dicționarul Enciclopedic Ilustrat „Cartea Românească” din anul 1931 publicat de Gheorghe Adamescu și Ion Aurel Candrea.

## Varia
| Corespondența dintre Constantin I. Stăncescu și Ștefan Ionescu-Valbudea |
| --- |
| B SCRISOAREA I-a C. I. Stăncescu către Valbudea. București, 23 Maiu 1885 Iubitul meu D1. Ionescu, Ți mulțumescu pentru îndoita mare plăcere ce mi-ai făcut, trimețindu'mi fotografia statui (sic !) D-t și trimețindu-mi'o chiar în dimineața zilei de Sf. Constandin. (sic !). Nu puteai să'mi faci o mai plăcută surprisă și încă o dată ți mulțumescu. Am admirat dimpreună cu multe persoane care au venit la mine, frumoasa Dv. lucrare și am constatat dimpreună cu D-1 Odobescu, cu care am vorbit mult de D-t și de puternicul sprigin ce ne pot da artele în viitor am constatat că D-ta ai profitat de scurtul timp pe care l'ai petrecut în franța (sic !), c'o inteligență, remarcabilă. Subiectul ales, modul cum 1'ai presentat spectatorului, mișcarea capului, punerea în evidență a părților corpului celor mai dificile de ecsecutat și în fine simplicitatea cu care totul este conceput și ecsecutat, ți fac cea mai mare onore și pe mine mă încântă. Cea (sic!) ce pune culmea fericirii mele este că cetind de dimineaț (sic) în jurnalele de Arte, recompensele ce s'au dat în secțiunea de sculptură, văd că juriul ți'a acordat o mențiune onorabilă. Pentru aceea ce cunoscil Parisul, pentru aceea ce știu cât de greu este ca să aibe o recompensă, un strein și un strein modest ca D-t, înțelege cât de frumosă și ce mari calități trebue să aibă. statua D-t spre a ți se fi acordat chiar această recompensă. Eu te felicit din fundul inimei, și dacă fratele meu ar fi avut succesul D-t nu ași fi mai fericit decât cum sunt de lucrarea D-t. Este frumosă, forte frumosă, și aștept cu impaciență ce (aduce?) originalul. Mă întrebu, iubitul meu, dacă o cerere la Minister, ca să torne statua D-v în Bronzu, ar izbuti... Eu cred că da. Dacă mai cu seam (sic !) ar fi spriginit și de d-1 Alecsandri, căruia eu i-am vorbit mult de d-ta. Faciu (sic!) cererea și spui în hârtie și cam ce sumă ar costa și eu de aici sper că voi influența, pe unde voiu putea spre satisface cererea, și mai cu semă spre a-ți prelungi termenul de ședere în străinătate. Prea bine te-ai gândit să mergi în Italia părerea mea ar fi însă să mai stai cel puțin și la anul viitor la Paris și să expui din nou o lucrare frumosă. (Scrisoarea nu e terminată). “ ” C SCRISOAREA a II-a București, 12/23 Iunie Iubitul meu D. Ionescu, Am priimit și Petițiunea D-t adresatî D. Ministru al Instrucțiunii publice și fotografiile dupe statuea D-t. Am adresat Petițiunea D. Ministru chiar de alaltăeri când, am primit-o și adăst resultatul, dupe ce am recomandat cu mu(1)t(ă) căldură causa D-t. Sunt informat că. D. Alecsandri vorbește mult bine în favorul D-t și eu însumi am invocat autoritatea Numelui marelui nostru poet-ambasador, spre a susțini si mai bine causa D-t. Trebue să faci tot posibilu și se trimiți cel puțin vreo zo esimplare din fotografia statui D-t la București, pe la Librării, și mai cu semă spre a li espune la o Espositiune, ce se va deschide în Septemvrie viitor la Intim-Club. Poți trimete ce se va (indescifrabil, N. A.) Eu voiu presenta în prima ședință a Comitetului Clubului, al cărui Președinte este D-1 Doctor Kalinderu, fotografia statui pe care mi ai trimis'o. Eu revin din nou la idea d'a face tot posibilul mai cu semă acum când statuea D-t este recompensată s'o publici în vre un ziar ilustrat d'acolo, — ca l'Art sau mai cu semă în Figaro-Salon. ...și acum dupe ce vei lua timpul necesariu ca să te repausezi după atâta muncă și după o isbândă atât de legitimă, eu 'ți repet din nou aceea ce în mai multe epistole 'ți am recomandat. Fă crochiuri, fă capete repede și tratate mai cu semă prin caracterul individual al Modelui (sic !), ca întorcându-te în țară să poți face față necesităților vieții și să poți a arăta marile concepțiuni artistice — Te înbrățișem, Muma mea și frații mei te felicit. Complinto Manu (?) C. I. Stăncescu Dumneata trebuie să ai însă în vedere că la Ministere nu se găsescu toti-d'auna sume disponibile, mai cu samă pentru Artă, că chestiunea va încerca pute orecare întârzieri, de și eu fac totul spre a o susține; fără a te descuraja, trebue să ei măsuri a se mai putea poblia (?) undeva statuea D-t în platru, dacă afacerea nu s'ar putea resolva pîn la finele lunii. Insistă pe cât poți din nou pe lângă. d-1 A1ecsandri, care pote într'acestă circonstanță a decide turnarea statui în Bronzu printr'o nouă adresă oficială, către Minister. Fotografiile le am dat la expositie să le vînză, cîte 8 lei una. Cos. Stăncescu “ ” |